# Gerrit Dou
Gerrit Dou (nl; 7 de abril de 1613 – 9 de fevereiro de 1675), também conhecido como Gerard Douw ou Dow, foi um pintor holandês do Século de Ouro, cujas pequenas pinturas altamente polidas são típicas dos fijnschilder de Leiden. Ele se especializou em cenas de gênero e é conhecido por suas pinturas de "nicho" em estilo trompe-l'œil e cenas noturnas iluminadas por velas com forte chiaroscuro. Foi aluno de Rembrandt.

## Vida

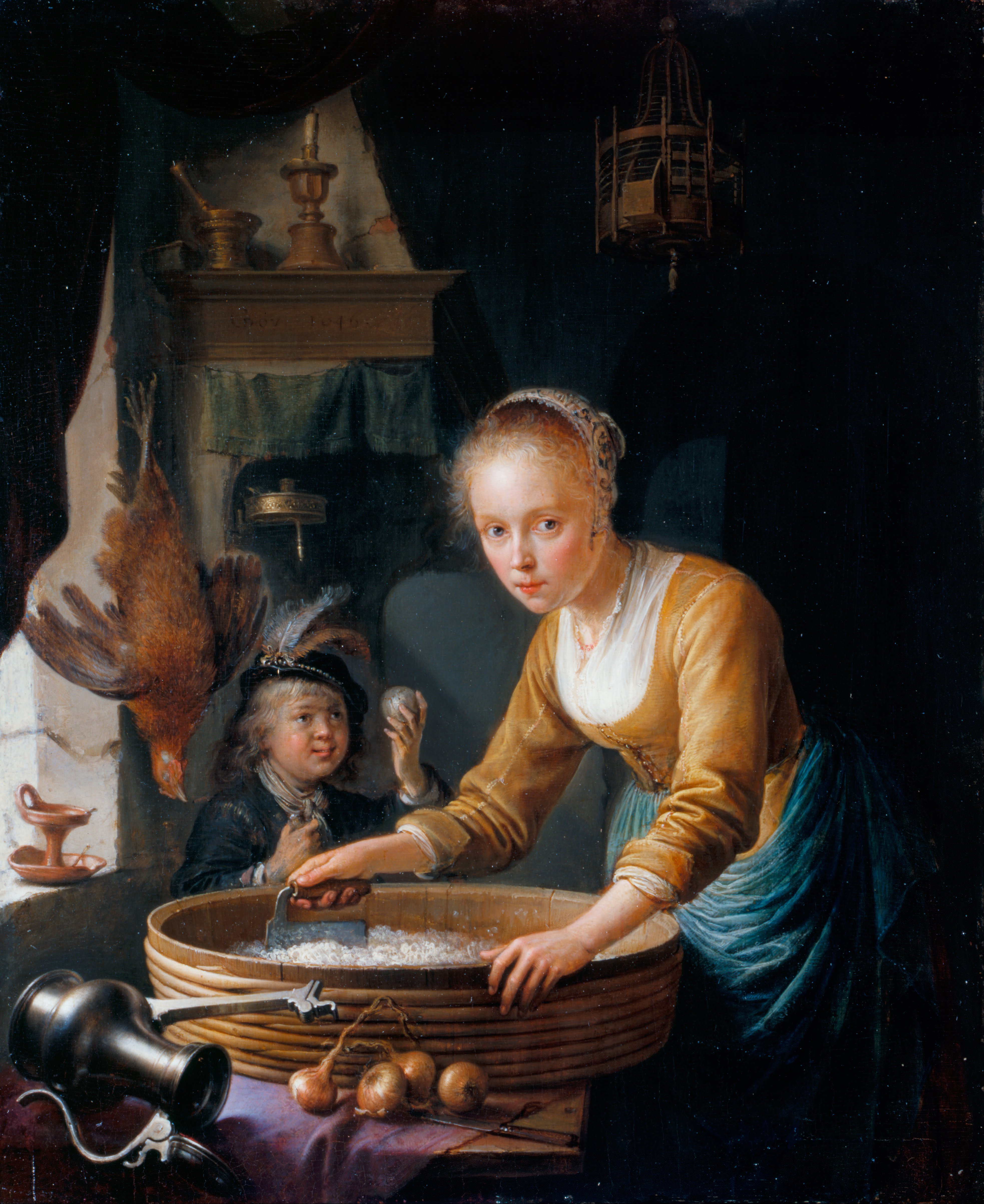
Moça Cortando Cebolas, 1646

Dou nasceu em Leiden, onde seu pai era fabricante de vitrais. Estudou desenho com Bartholomeus Dolendo, e depois treinou na oficina de vitrais de Pieter Couwenhorn. Em fevereiro de 1628, aos catorze anos, seu pai o enviou para estudar pintura no estúdio de Rembrandt (então com cerca de 21 anos) que morava nas proximidades. De Rembrandt, com quem permaneceu por cerca de três anos, adquiriu sua habilidade na coloração e nos efeitos mais sutis do chiaroscuro, e o estilo de seu mestre se reflete em várias de suas primeiras pinturas, notavelmente um autorretrato aos 22 anos, por volta de 1635-1638, na Coleção Bridgewater, e em Tobit Cego indo ao encontro de seu Filho, no Castelo de Wardour [localizações podem estar desatualizadas].
Num ponto comparativamente inicial de sua carreira, no entanto, ele desenvolveu um estilo distintivo próprio que divergia consideravelmente de Rembrandt, cultivando um estilo minucioso e elaborado de tratamento. Diz-se que ele passou cinco dias pintando uma mão, e seu trabalho era tão refinado que ele achou necessário fabricar seus próprios pincéis.

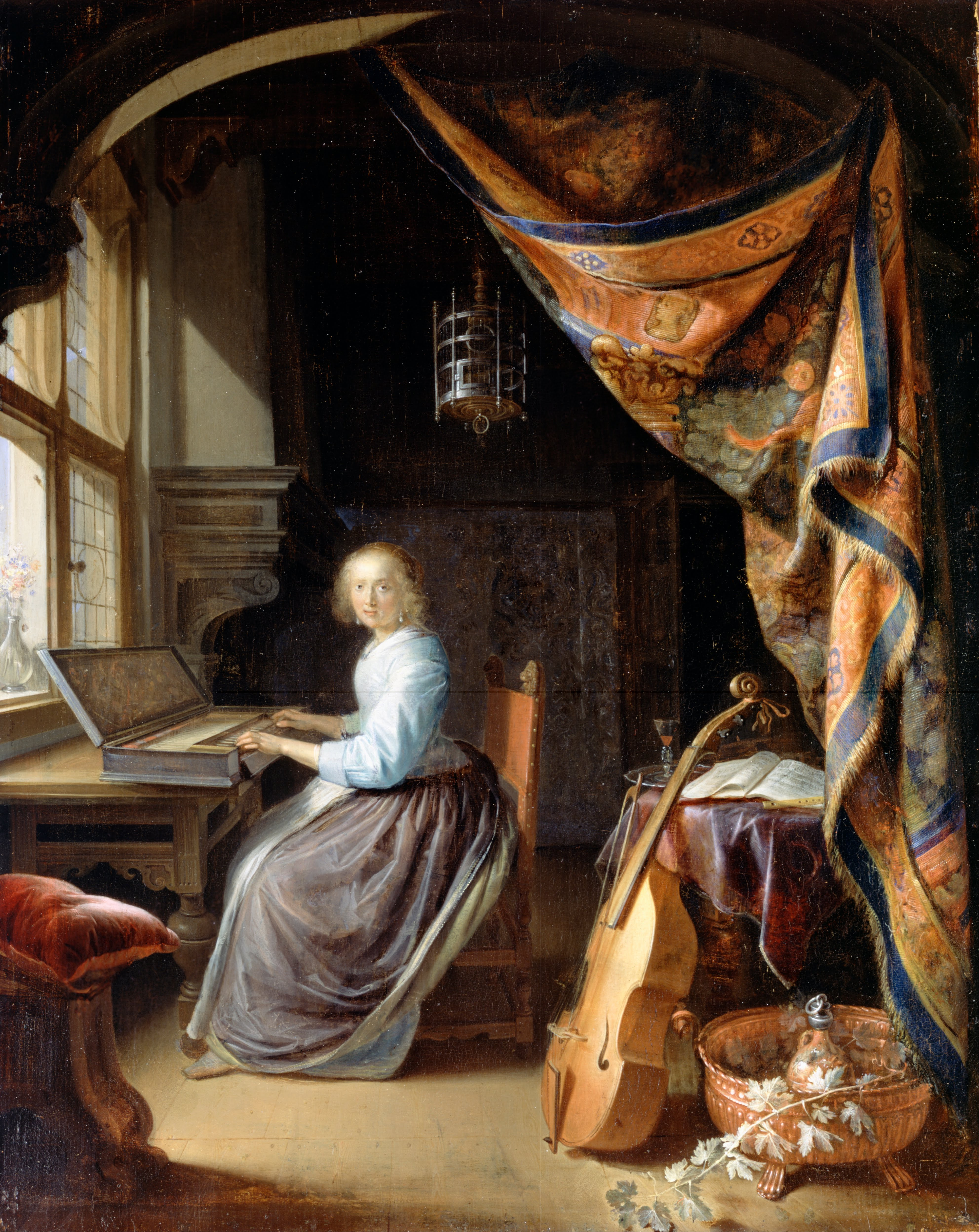
Uma Mulher Tocando um Cravo, c. 1665

Apesar da minúcia de seu toque, o efeito geral era harmonioso e livre de rigidez, e sua cor era sempre fresca e transparente. Ele frequentemente representava temas à luz de lanterna ou vela, efeitos que reproduzia com uma fidelidade e habilidade sem paralelos. Frequentemente pintava com o auxílio de uma lente côncava combinada com um espelho convexo (a primeira aguçando a percepção, o segundo fornecendo uma imagem na orientação correta para pintar), e para obter exatidão observava seu tema através de um quadro cruzado com fios de seda. Sua prática como retratista, que inicialmente era considerável, diminuiu gradualmente, pois os modelos não queriam lhe dar o tempo que ele considerava necessário. Suas pinturas eram sempre de pequenas dimensões. Mais de 200 são atribuídas a ele, e exemplos podem ser encontrados na maioria das principais coleções públicas da Europa. Seu chef-d'oeuvre é geralmente considerado A Mulher Hidrópica (1663), e A Dona de Casa Holandesa (1650), ambos no Louvre. A Escola Noturna, no Rijksmuseum de Amsterdã, é o melhor exemplo das cenas de luz de vela em que ele se destacou. Na National Gallery, Londres, exemplares favoráveis podem ser vistos na Loja do Avicultor (1672), e em um autorretrato (veja acima). As pinturas de Dou alcançaram altos preços, e um patrono, Pieter Spiering, que atuou como Embaixador da Suécia em Haia a partir de meados da década de 1630, pagava-lhe 500 florins anualmente simplesmente pelo direito de primeira recusa sobre suas obras mais recentes. A rainha Cristina da Suécia possuía onze pinturas de Dou, e Cosimo III de' Medici visitou sua casa, onde pode ter comprado pelo menos uma das obras agora nos Uffizi. A própria corte real holandesa, no entanto, preferia obras de tendência mais clássica.
Dou morreu em Leiden. Seus alunos mais notáveis foram Frans van Mieris, o Velho e Gabriël Metsu. Ele também ensinou Bartholomeus Maton, Carel de Moor, Matthijs Naiveu, Abraham de Pape, Godfried Schalcken, Pieter Cornelisz van Slingelandt, Domenicus van Tol, Gijsbert Andriesz Verbrugge e Pieter Hermansz Verelst.

Autorretratos de Gerrit Dou
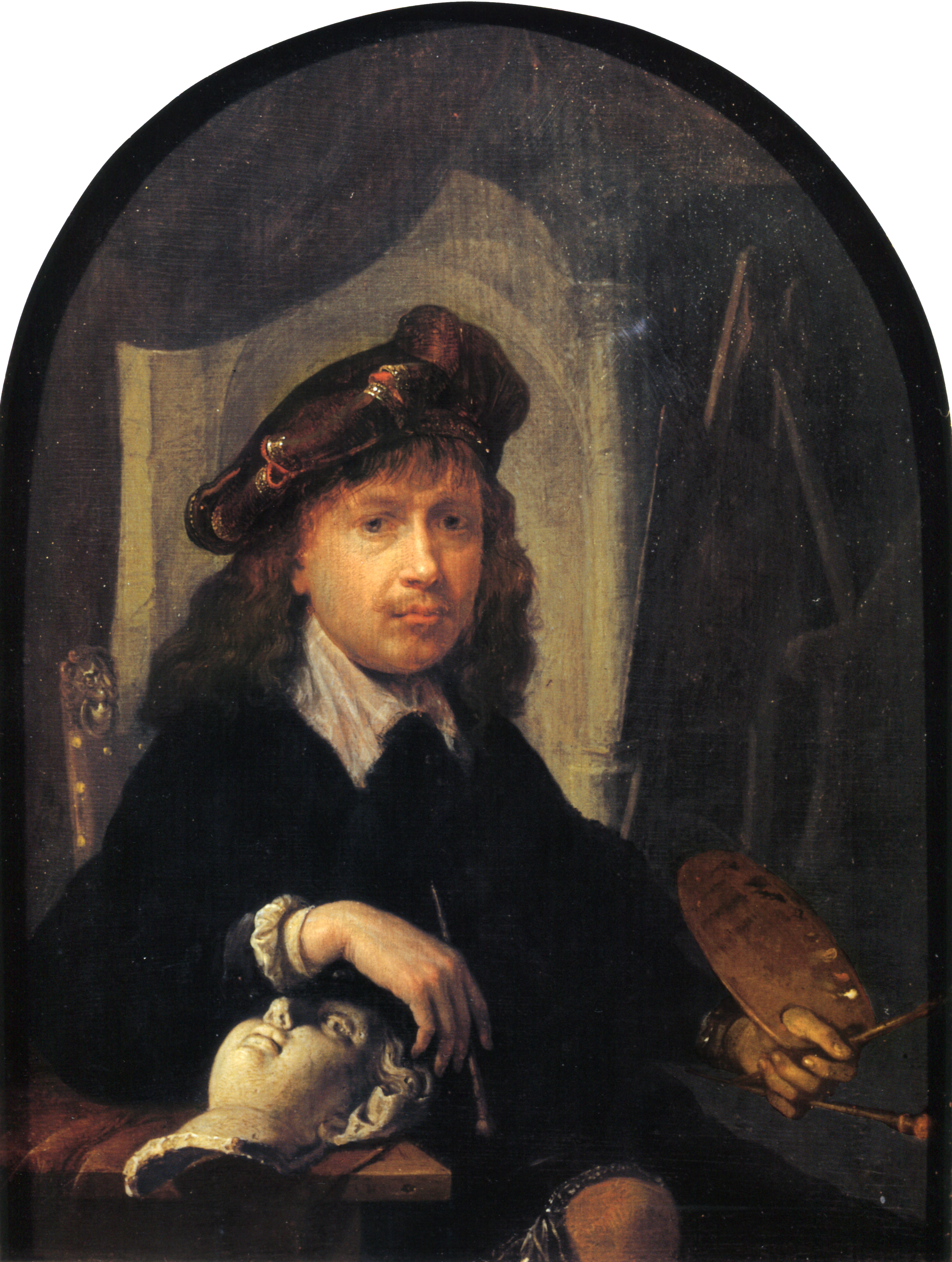
Autorretrato, 1635–1638, Cheltenham Art Gallery and Museum
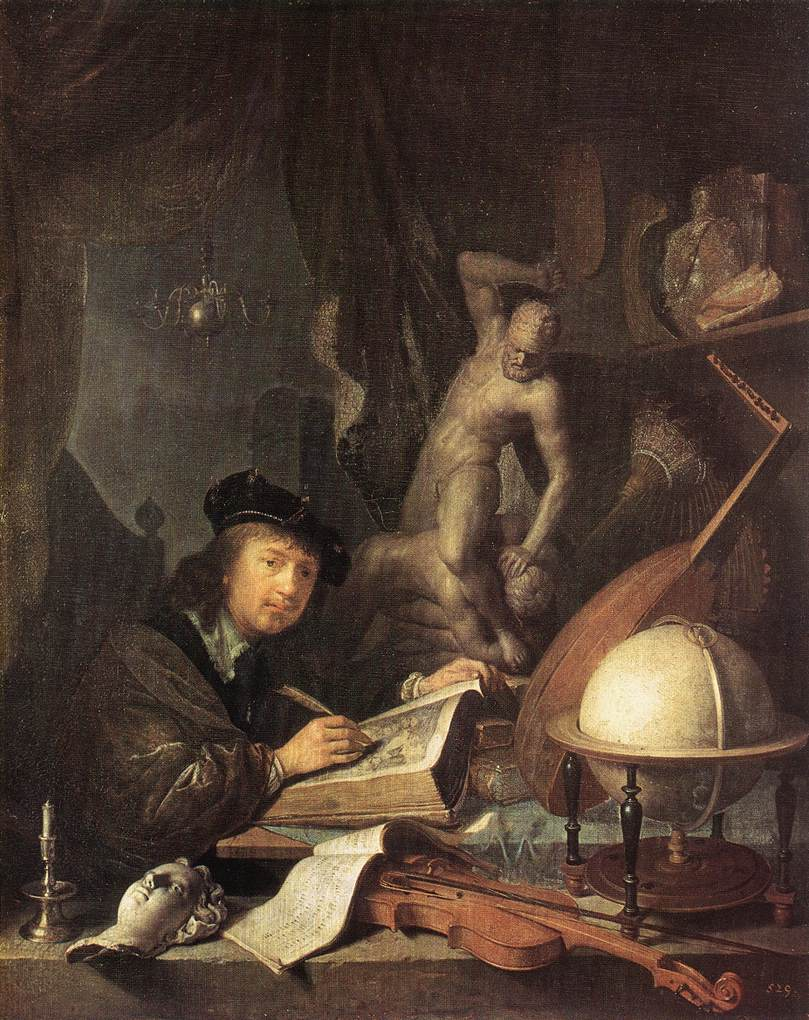
O Pintor em seu Estúdio, 1647 Gemäldegalerie Alte Meister
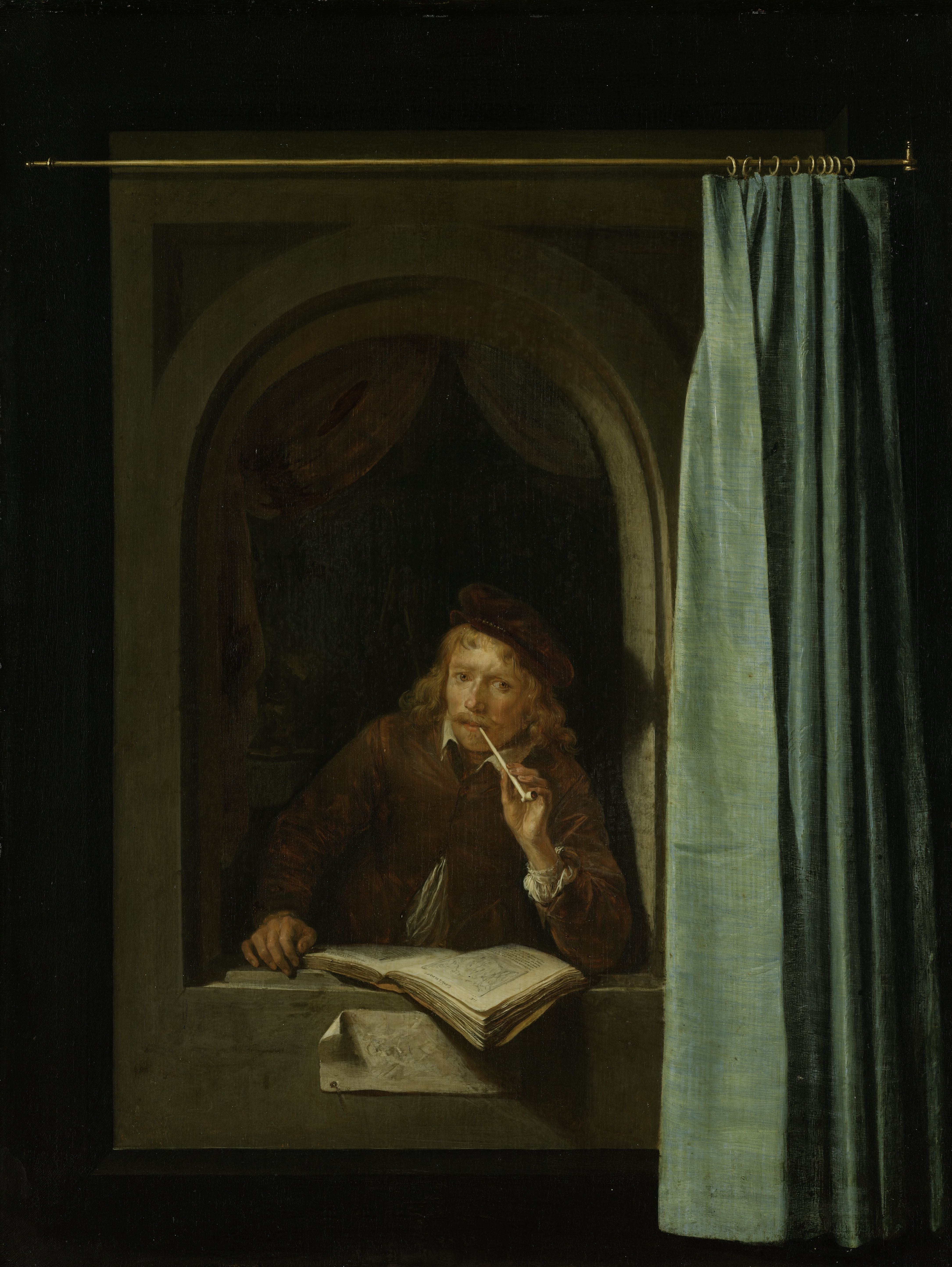
Autorretrato, c. 1650, Rijksmuseum Amsterdam
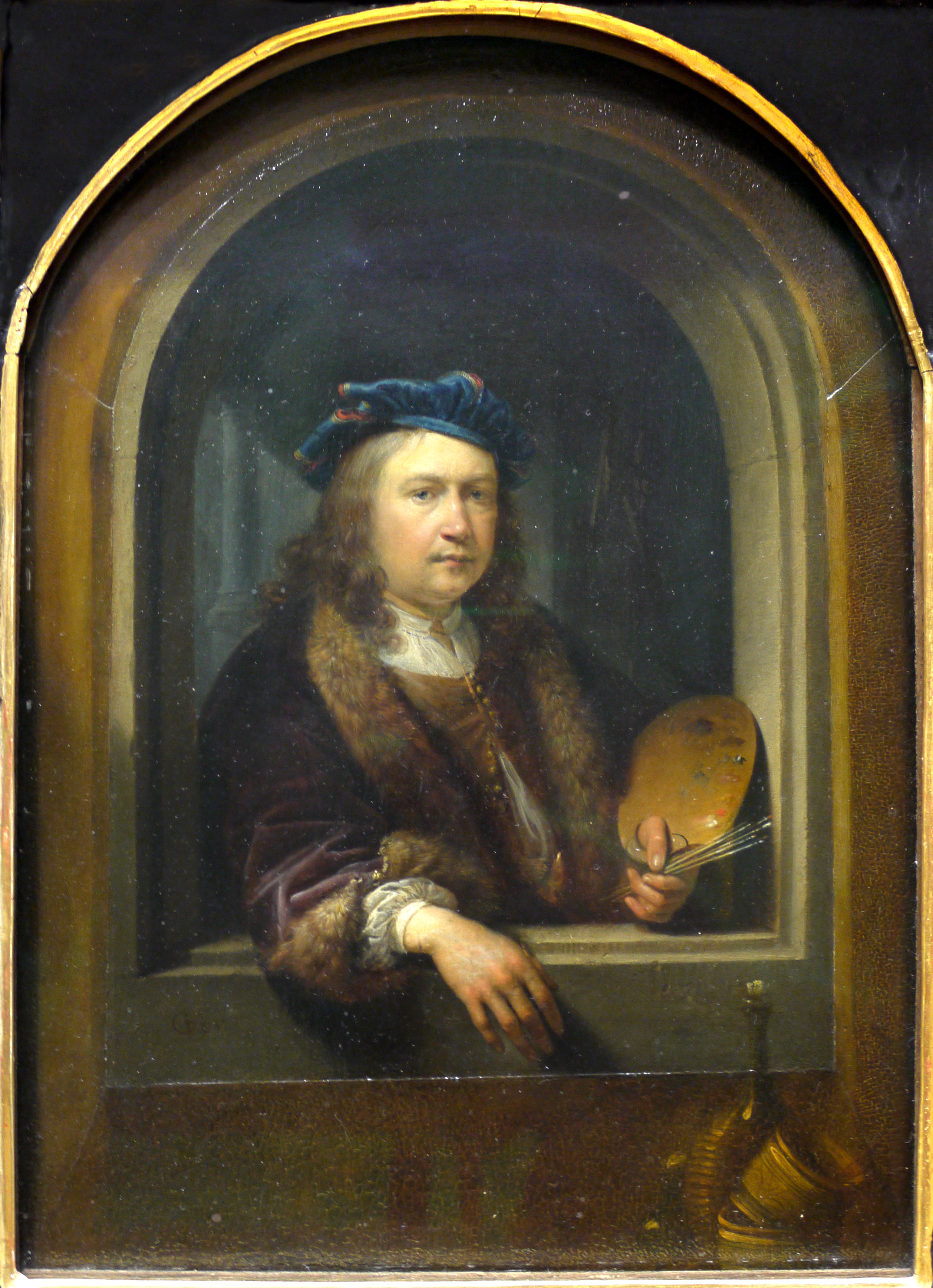
Autorretrato c. 1665 Louvre

## Interpretação

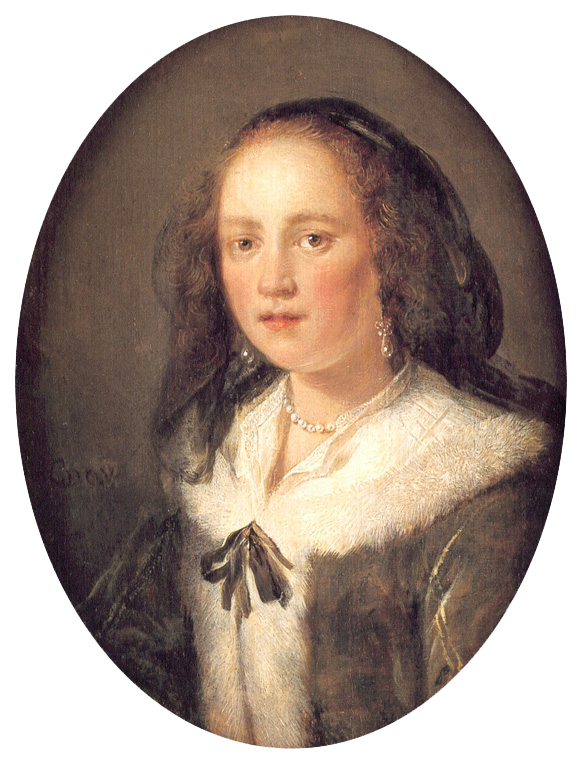
Jovem Mulher com Véu Negro, c. 1660

Uma quantidade considerável foi escrita sobre Dou em sua própria época; por exemplo, Philips Angels elogia Dou em seu Lof der Schilderkunst por sua imitação da natureza e suas ilusões visuais. Angels também enfatiza como as pinturas de Dou expressavam o debate paragone corrente naquela época. O debate era uma competição contínua entre pintura, escultura e poesia quanto a qual era a melhor representação da natureza. Era especialmente popular em Leiden, onde os pintores buscavam obter os direitos de uma guilda do conselho municipal para ter leis para sua proteção econômica.

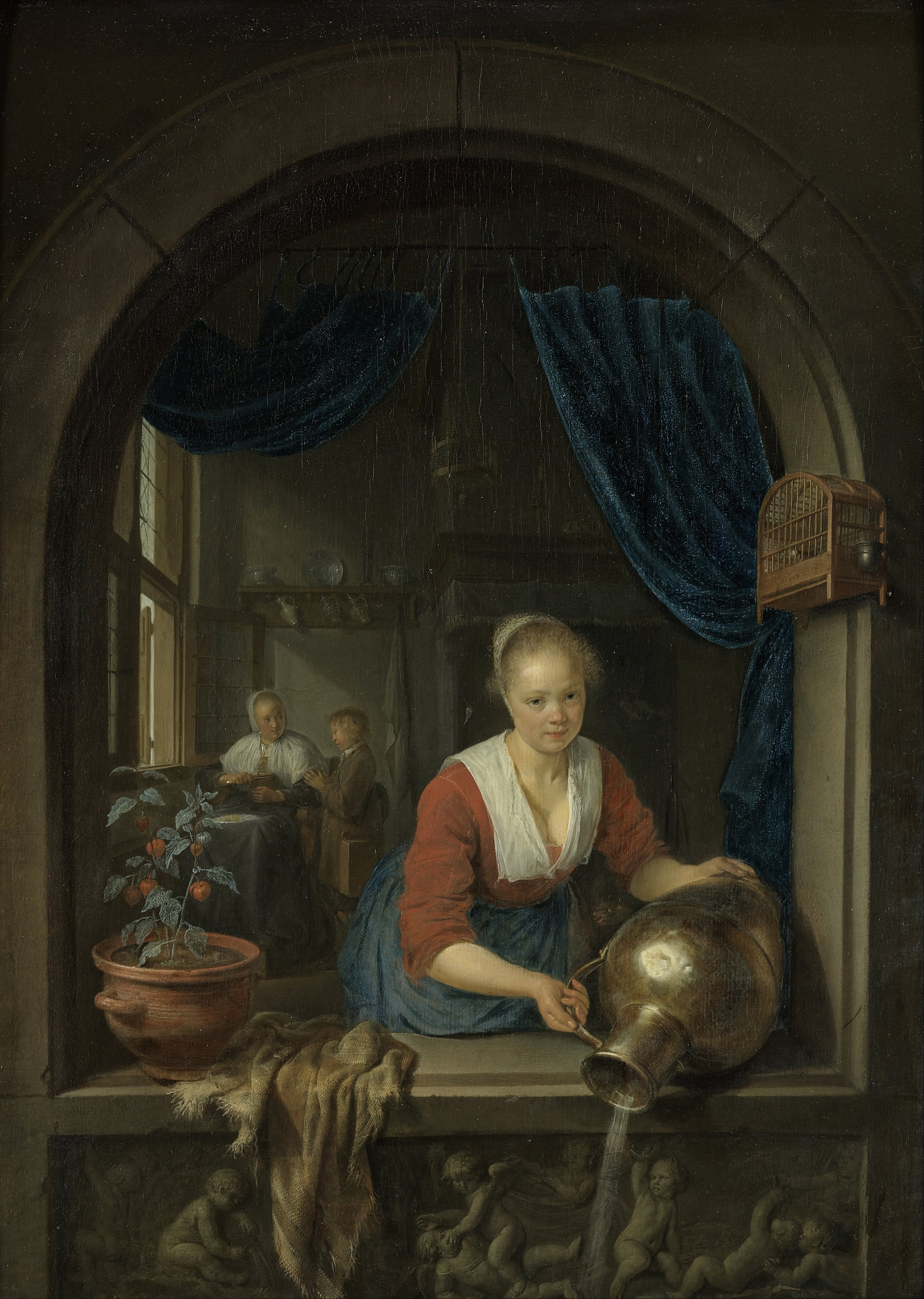
Criada na Janela, c. 1660

O debate paragone não é abordado apenas em escritos daquela época, mas também se reflete no tema de várias pinturas de Dou. Um exemplo disso é o Velho Pintor no Trabalho, no qual um pintor idoso é mostrado trabalhando em uma tela atrás de uma mesa exibindo objetos que mostram suas capacidades de imitação. O pintor idoso refere-se a um argumento no debate paragone de que um pintor pode alcançar seu melhor trabalho em idade avançada, enquanto um escultor não pode devido às exigências físicas da escultura. Na mesa, uma cabeça esculpida e um livro impresso são representados de maneira realista para mostrar que a pintura pode imitar tanto a escultura quanto o papel impresso, reforçando assim a noção de que a pintura supera a escultura. Segundo Sluijter, o "incrível pavão fiel à vida e uma bela concha de Tritão, ao lado de um pote de cobre com os reflexos de luz mais refinados" mostram que a arte supera a natureza. Sluijter argumenta que o pavão representa a capacidade da pintura de "preservar as obras transitórias da natureza, superando-a assim".
Surgem dificuldades quando um artista deseja associar certo significado a um objeto específico. Um dos objetos mais problemáticos e, portanto, um dos mais instrutivos na obra de Dou é um relevo de François Duquesnoy chamado Putti Provocando uma Cabra. Este relevo aparece em muitas das pinturas de Dou com motivo de peitoril de janela e lhe foram atribuídos vários significados. J. A. Emmens, por exemplo, afirma que em O Trompetista o relevo representa "a enganosidade dos desejos humanos, porque a cabra, personificando a luxúria, pode repetidamente ser enganada pela aparência, pela imitação enganosa, que é a máscara".

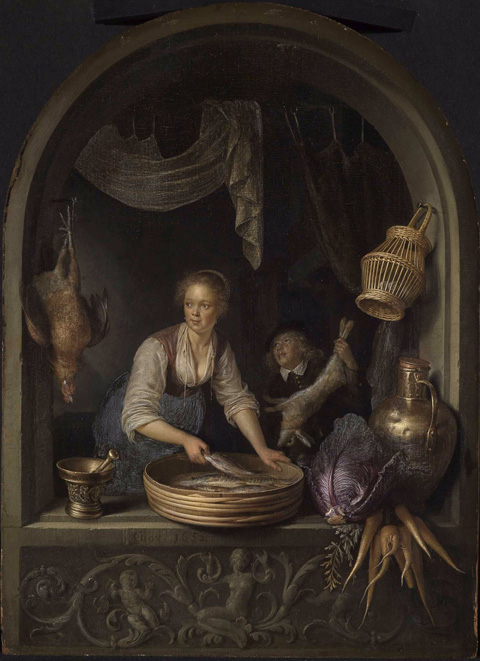
A Criada de Cozinha com um Menino na Janela, 1652

A Criada de Cozinha com um Menino na Janela apresenta uma criada, peixes e um menino segurando uma lebre, amontoados junto com um monte de vegetais, um pássaro morto e utensílios de cobre. Sluijter reconhece que um espectador contemporâneo certamente teria aprovado esta cena como representando uma aproximação da vida, uma vez que a representação de todo o material é muito realista. Sobre a série geral de cenas de criadas, Sluijter observa que a imagem de uma criada geralmente estava associada a um tom sexual. Segundo de Jongh, esse motivo tem referências eróticas. Em seu artigo sobre Erótica em peças de gênero do século XVII, de Jongh argumenta que pássaros e animais caçados mortos provavelmente se referem à noção de erotismo e disponibilidade da mulher retratada, porque caçar pássaros e caçar eram sinônimos de encontros sexuais. Todas as imagens de criadas acompanhadas por pássaros ou animais mortos referem-se à caça e ao vogelen (passarinhar), que em holandês significa copular. As criadas são, assim, explicitamente eróticas. Certamente, um galo como pássaro refere-se ao galo como órgão sexual masculino, e isso pode ser visto pendurado na parede em A Criada de Cozinha com um Menino na Janela. As interpretações eróticas de De Jongh podem ser contestadas em relação às pinturas de Gerard Dou, porque ele retrata seus pintinhos mortos e lebres peludas não apenas com criadas sedutoras, mas também como adereços em motivos com servos velhos, ou em cenas domésticas, como A Jovem Mãe (1658).

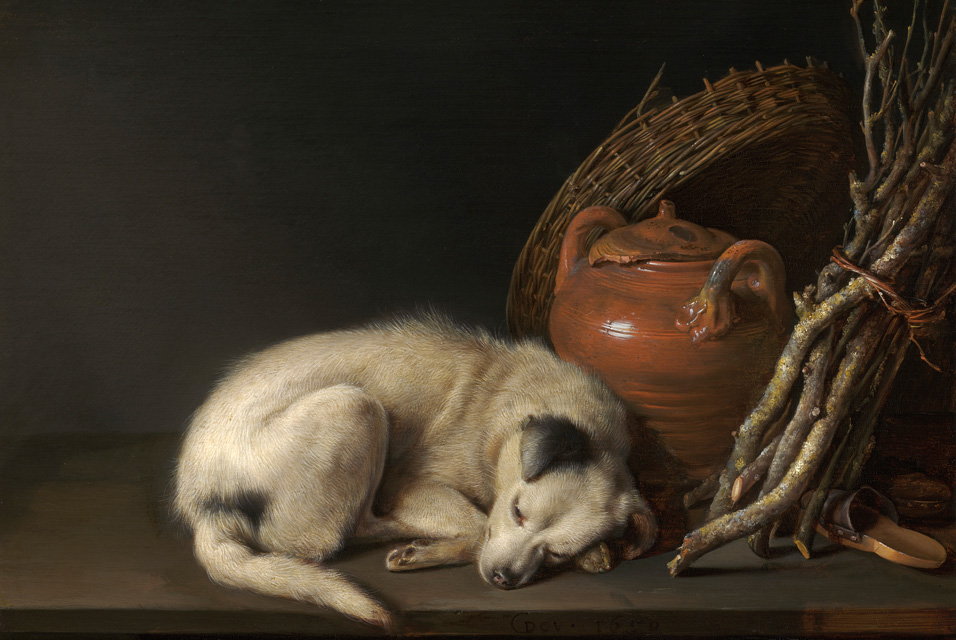
Cão Dormindo, 1650. Óleo sobre painel (Coleção van Otterloo, Museu de Belas Artes, Boston)

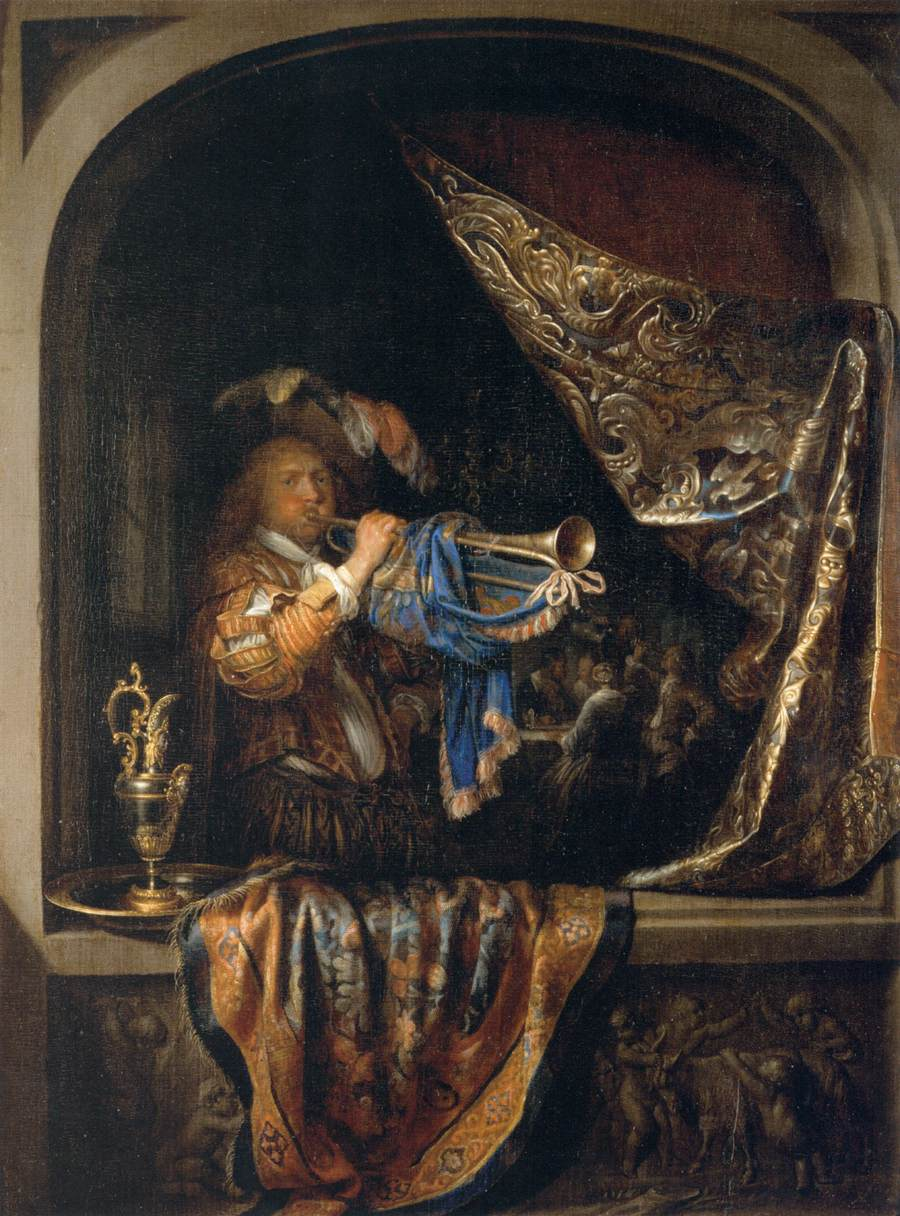
Tocador de Trompete em frente a um Banquete, 1660–1665 (Palácio do Louvre)

Além dos objetos possivelmente terem um significado mais profundo através de livros de emblemas, cenas completas na obra de Dou foram relacionadas a cenas retratadas em livros de emblemas ou gravuras. A Moça Derramando Água é uma variação do tema Educatio prima bona sit dos emblemata Vesuntini de Boissard. Este emblema retrata a moral de que "as crianças absorvem conhecimento como um pote absorve água". A aquisição de conhecimento é representada por um menino pequeno em pé no fundo enquanto a água é derramada em primeiro plano.
Uma pintura fortemente associada a um emblema é a Escola Noturna. Esta pintura em particular tem um caráter bastante anedótico. Baer discorda de Hecht, que se refere a esta pintura como sendo meramente uma demonstração das habilidades de Dou para trabalhar com luz artificial. Baer identifica as luzes de vela com a luz do entendimento e relaciona a lanterna apagada na parede esquerda com a ignorância, que é combatida pelo ensino, representado pela lanterna acesa no meio do chão. Além disso, Baer sugere que a garota à esquerda é uma representação de Cognitione, porque ela assume a mesma pose que na Iconologia de Cesare Ripa. Como o emblema de Ripa, a menina na pintura de Dou segura uma vela enquanto aponta para uma linha de texto. A essência do emblema de Ripa é que "como nossos olhos, que precisam de luz para ver, também nossa razão precisa de nossos sentidos, especialmente o da visão, para alcançar a verdadeira compreensão".

## Reputação póstuma
O trabalho de Dou comandou altos preços muito depois de sua morte, até a década de 1860. Logo depois, ele caiu em quase completa obscuridade. Por exemplo, quando o Metropolitan Museum of Art em Nova York realizou uma exposição para introduzir a arte holandesa, apresentou 37 obras de Rembrandt, 20 de Hals, mas nenhuma de Dou. Sua obscuridade continuou até a década de 1970, quando sua reputação foi restabelecida e continuou desde então.

## Obras

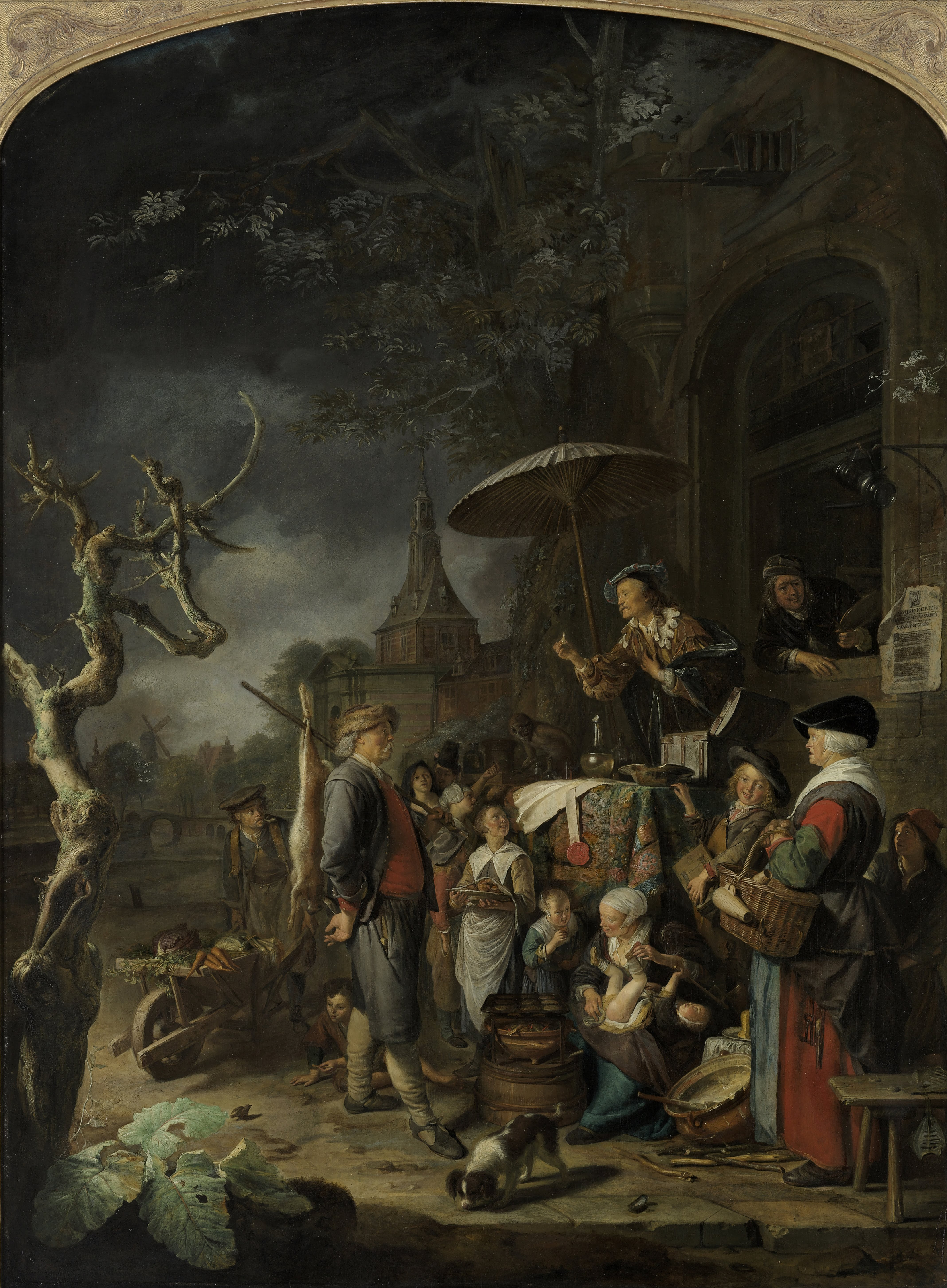
O Curandeiro, 1652, Óleo sobre painel, 112 x 83 cm, Museum Boijmans Van Beuningen, Rotterdam

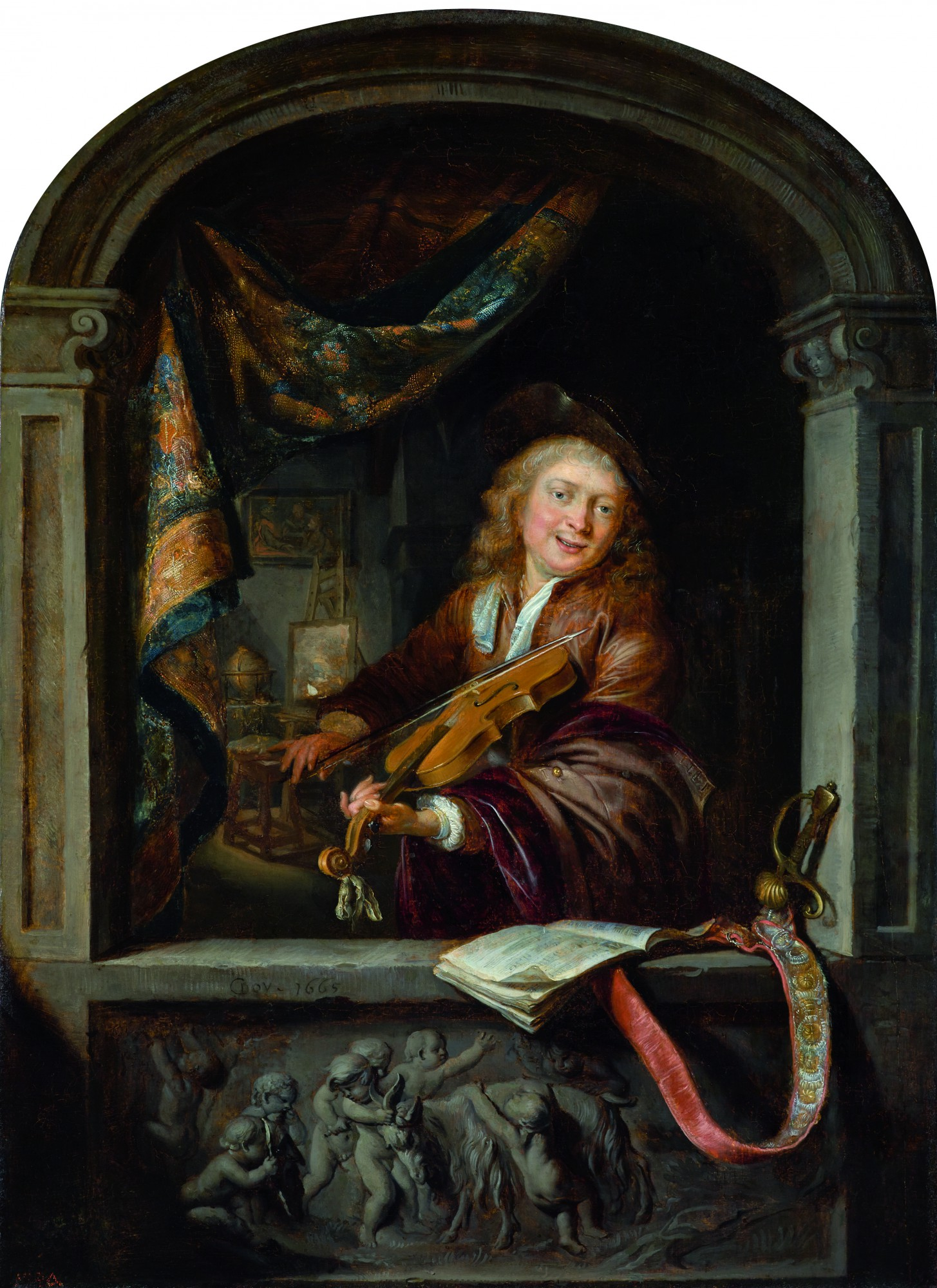
Violinista, 1665, Palácio sobre a Água em Varsóvia.

- A Escola Noturna (Rijksmuseum, Amsterdã)
- 1628: Astrônomo (Museu Hermitage, São Petersburgo)
- 1631-1632 Velha Lendo (anteriormente conhecida como Mãe de Rembrandt) (Rijksmuseum, Amsterdã)
- Década de 1630: Retrato de uma Menina (Galeria de Arte de Manchester, Reino Unido)
- 1631: Príncipe Rupert (Museu J. Paul Getty, Los Angeles)
- 1635–1636: Natureza Morta com um Menino Soprando Bolhas de Sabão (Museu Nacional de Arte Ocidental, Tóquio)
- 1635–1640: Retrato de um Homem (National Gallery, Londres)
- 1637: Um Interior com um Jovem Violinista (Galerias Nacionais da Escócia)
- Década de 1640: Retrato de uma Jovem Mulher (National Gallery, Londres)
- 1640–1645: Retrato de um Homem (Museu Hermitage, São Petersburgo)
- 1642–1647: São Jerônimo no Deserto (Memorial Art Gallery da Universidade de Rochester, Nova York)
- 1645: O Mestre-Escola (Museu Fitzwilliam, Cambridge)
- 1646: Menina Cortando Cebolas (Coleção Real, Londres)
- 1647: Natureza Morta Com Livro e Bolsa (Museu J. Paul Getty, Los Angeles)
- 1650: A Dona de Casa Holandesa (Louvre, Paris)
- Década de 1650: A Jovem Mãe (Gemäldegalerie, Berlim)
- Década de 1650: Autorretrato (Rijksmuseum, Amsterdã)
- Década de 1650: Autorretrato na Janela (Residenzgalerie, Salzburgo)
- 1658-1665: Jovem Mulher com uma Vela Acesa na Janela (Museu Thyssen-Bornemisza, Madri)
- 1652: O Curandeiro (Museum Boymans-van Beuningen, Rotterdam)
- 1653:O Médico (Christchurch Art Gallery Te Puna o Waiwhetu, Christchurch, Nova Zelândia)
- 1653: O Violinista (Palácio Liechtenstein, Viena)
- 1655: Velha Cortando Pão (Museu de Belas Artes, Boston[13])
- 1655: Astrônomo à Luz de Vela (Museu J. Paul Getty, Los Angeles)
- 1658: A Jovem Mãe (Mauritshuis, Haia)
- Década de 1660: O Berçário (Perdido com o naufrágio do Vrouw Maria em 1771)
- 1660–1665: Dentista à Luz de Vela (Kimbell Art Museum, Fort Worth)
- 1660–1665: Velha Desenrolando Fios (Museu Hermitage, São Petersburgo)
- 1660–1665: Soldado Banhista (Museu Hermitage, São Petersburgo)
- 1660-1665: Mulher Banhista (Museu Hermitage, São Petersburgo)
- 1660-1665: Autorretrato (Louvre, Paris)
- 1661: Um Eremita (Coleção Wallace, Londres)
- 1663: A Mulher Hidrópica (Louvre, Paris)
- 1663: Mulher na Janela com uma Tigela de Cobre de Maçãs e um Faisão (Museu Fitzwilliam, Cambridge)
- 1665: Uma Senhora tocando um Cravo (Dulwich Picture Gallery, Londres)
- 1670: Um Eremita Rezando (Instituto de Artes de Minneapolis, Minnesota)
- 1670: O Eremita (National Gallery of Art, Washington, D.C.)
- Década de 1670: A Loja de um Avicultor (National Gallery, Londres)
- 1670–75: O Vendedor de Arenque (Museu Hermitage, São Petersburgo)
- Autorretrato (National Gallery, Londres)
- Retrato de um Jovem Homem (Museu Fitzwilliam, Cambridge)
- Luz Noturna (Rijksmuseum, Amsterdã)
- Jovem Homem (Haia)
- O Cozinheiro (Louvre, Paris)
- A Fiandeira (Fundação Gala-Salvador Dalí)
- O Carretel de Fiar (Museus de Belas Artes de São Francisco)
- O Leitor (Museus de Belas Artes de São Francisco)
- Retrato de um Cavalheiro Desconhecido (Museu de Belas Artes da Universidade de Montana, Missoula)
- Cão em Repouso (Museu de Belas Artes, Boston[14])

Obras de Gerrit Dou
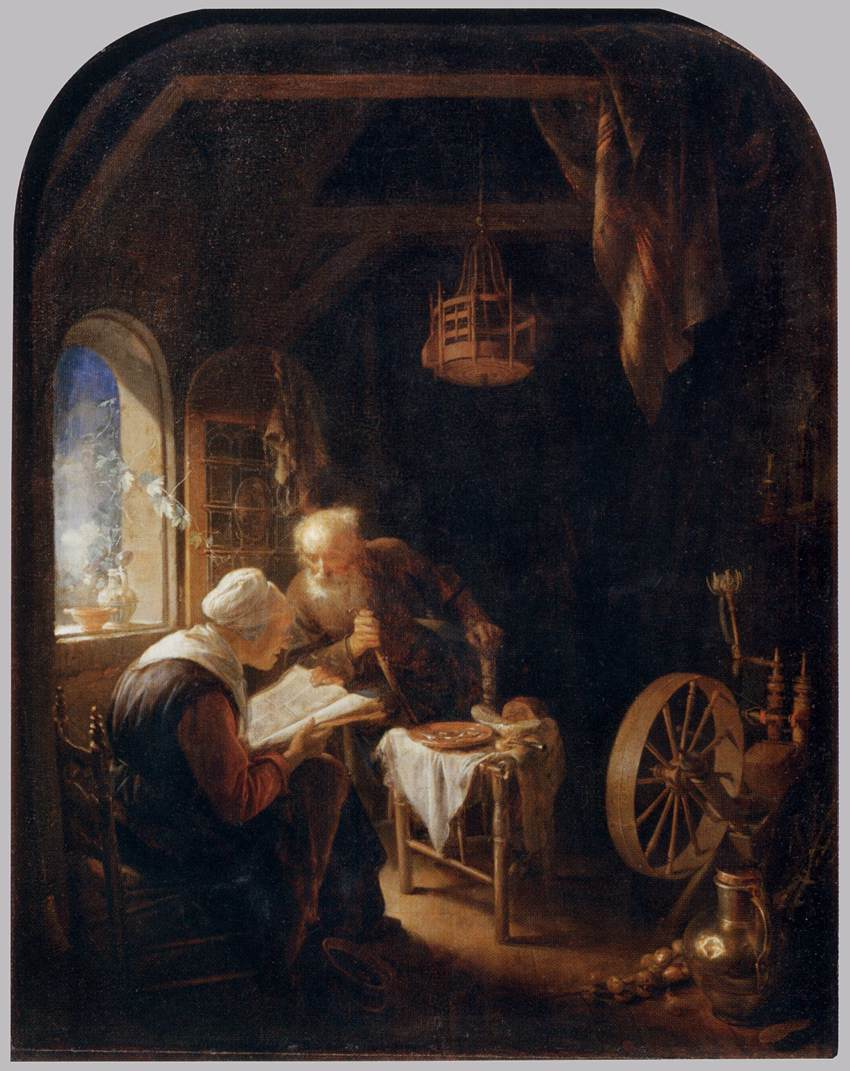
Lendo a Bíblia, c. 1645, Louvre
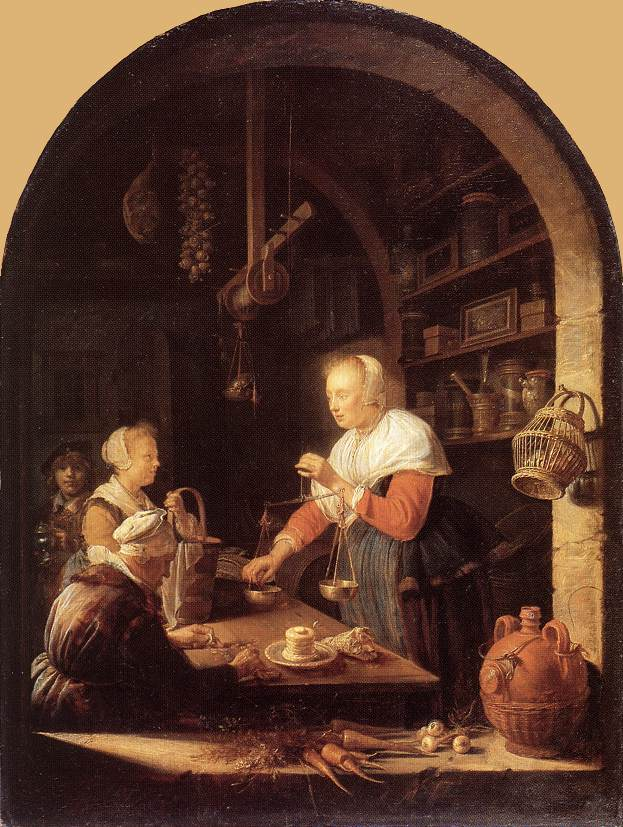
A Loja do Merceeiro, 1647, Louvre
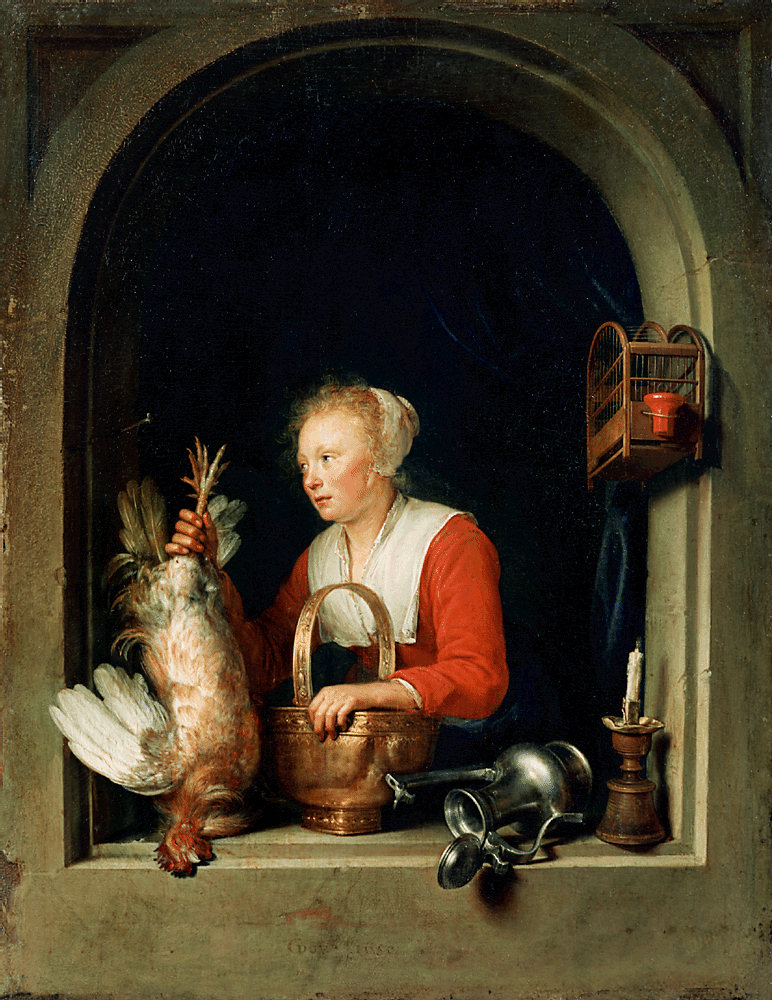
Dona de Casa Holandesa, 1650, Louvre
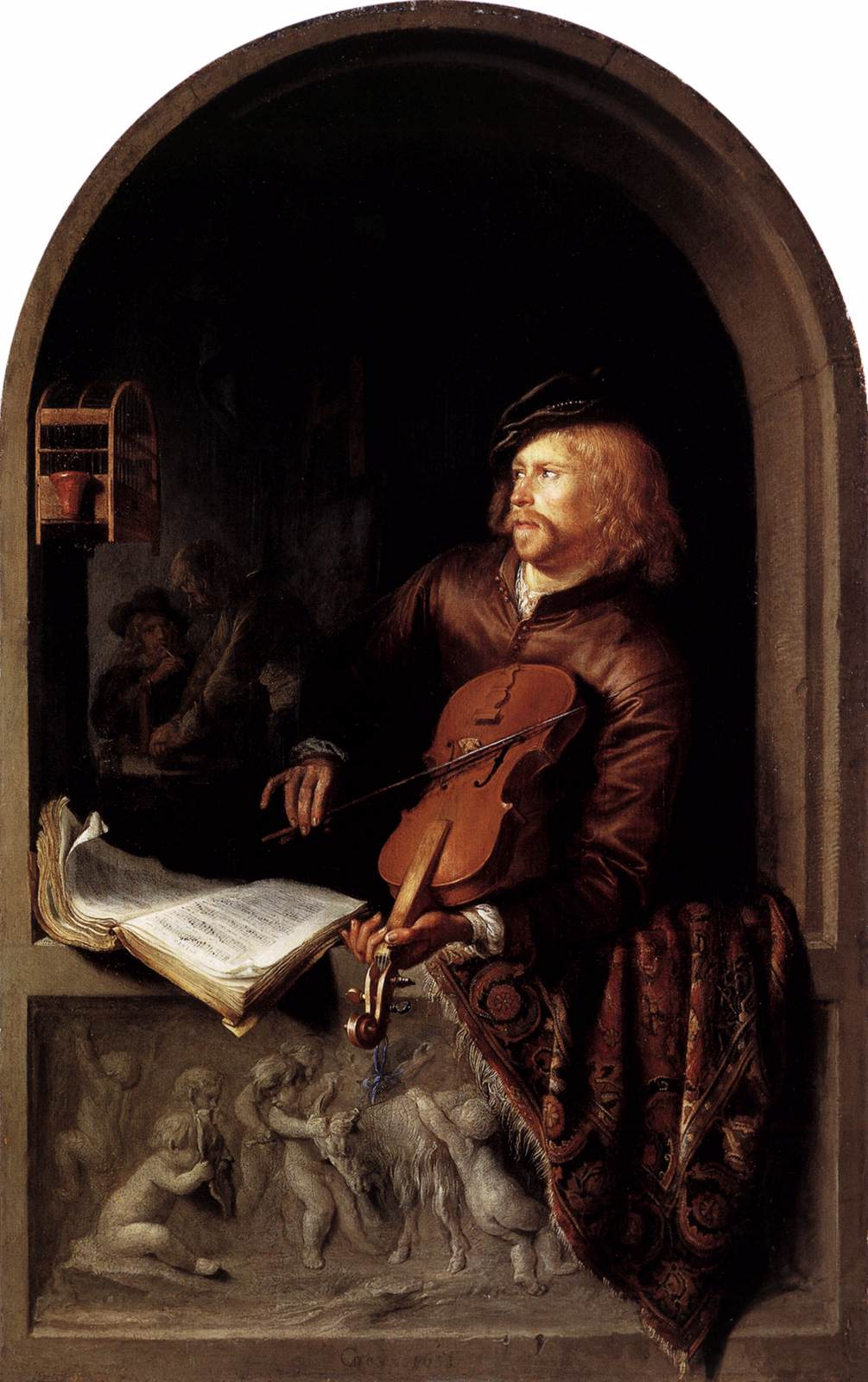
Tocador de Violino, 1653, Museu Liechtenstein
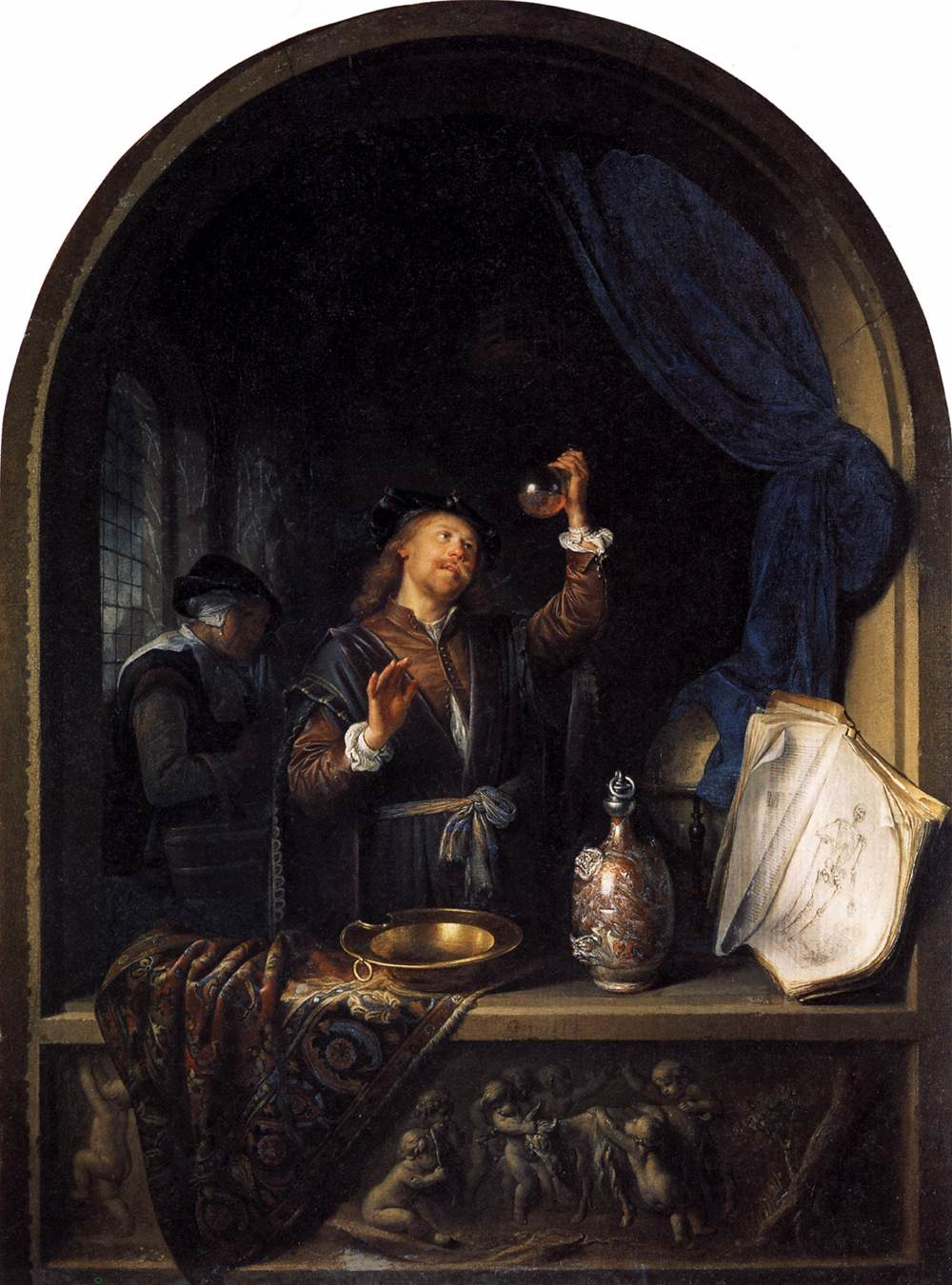
O Médico, 1653, Kunsthistorisches Museum, Viena
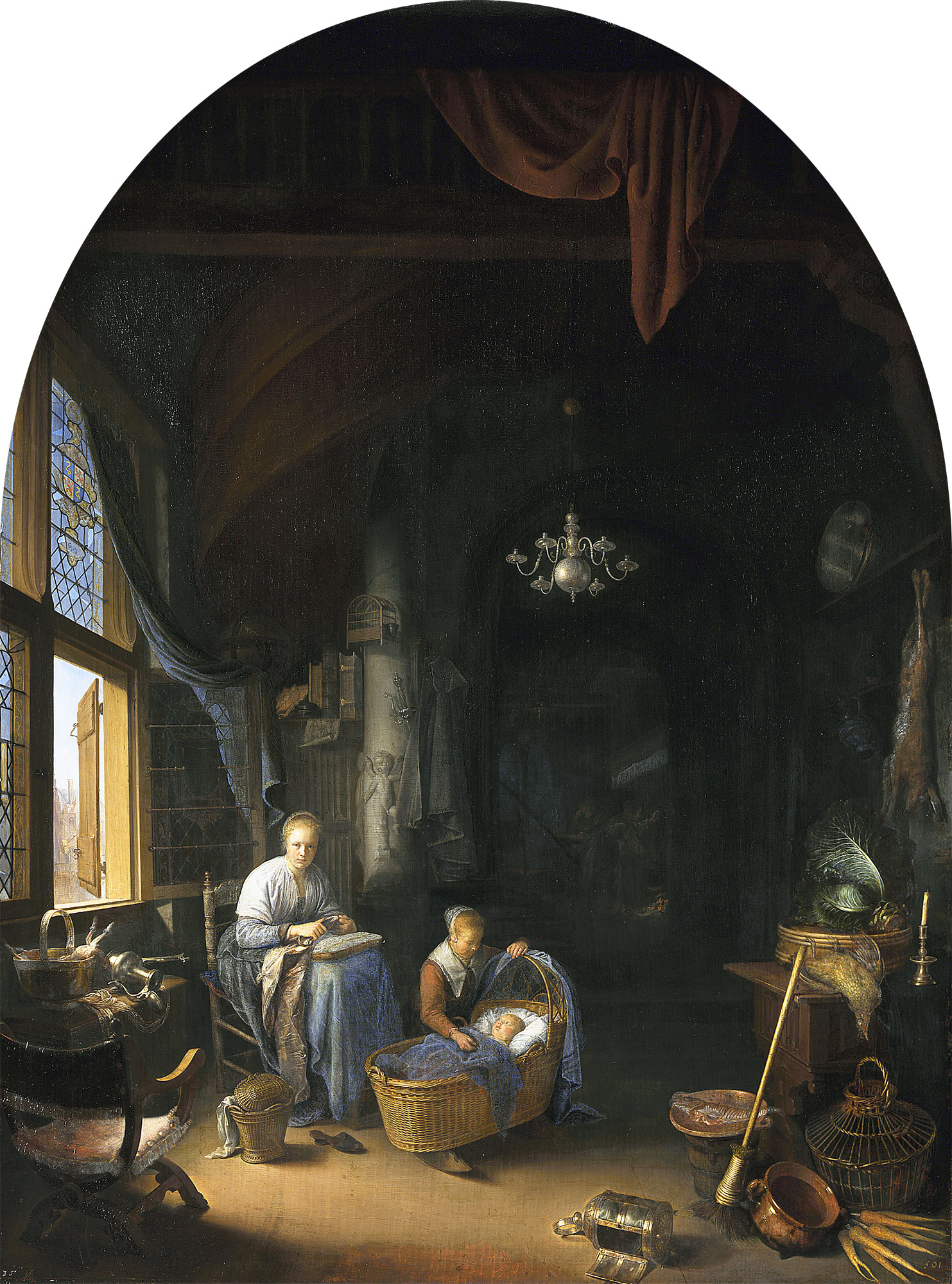
A Jovem Mãe, 1658, Mauritshuis
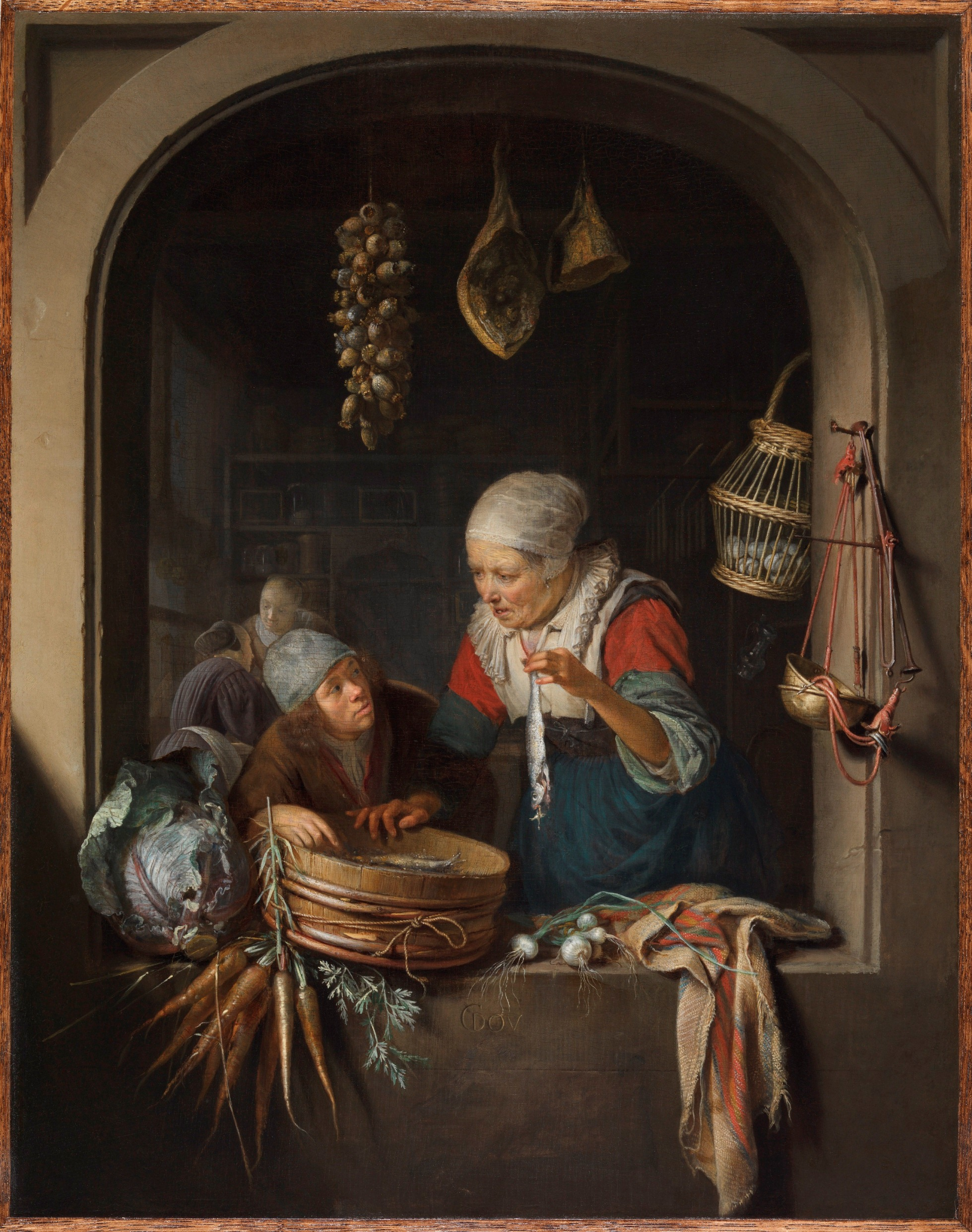
Vendedora de Arenque com Menino,  1664, Coleção Leiden
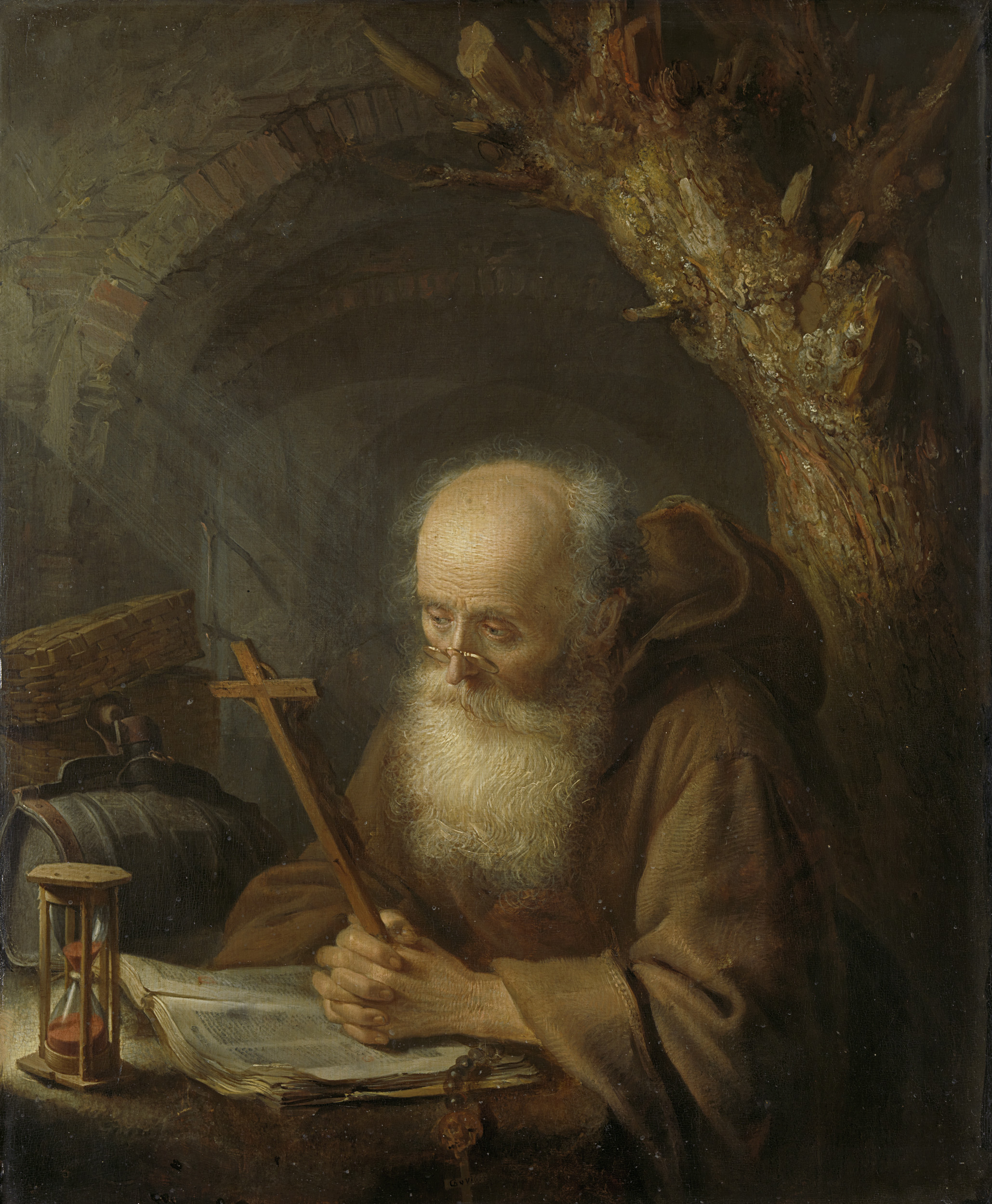
Um Eremita, 1664, Rijksmuseum
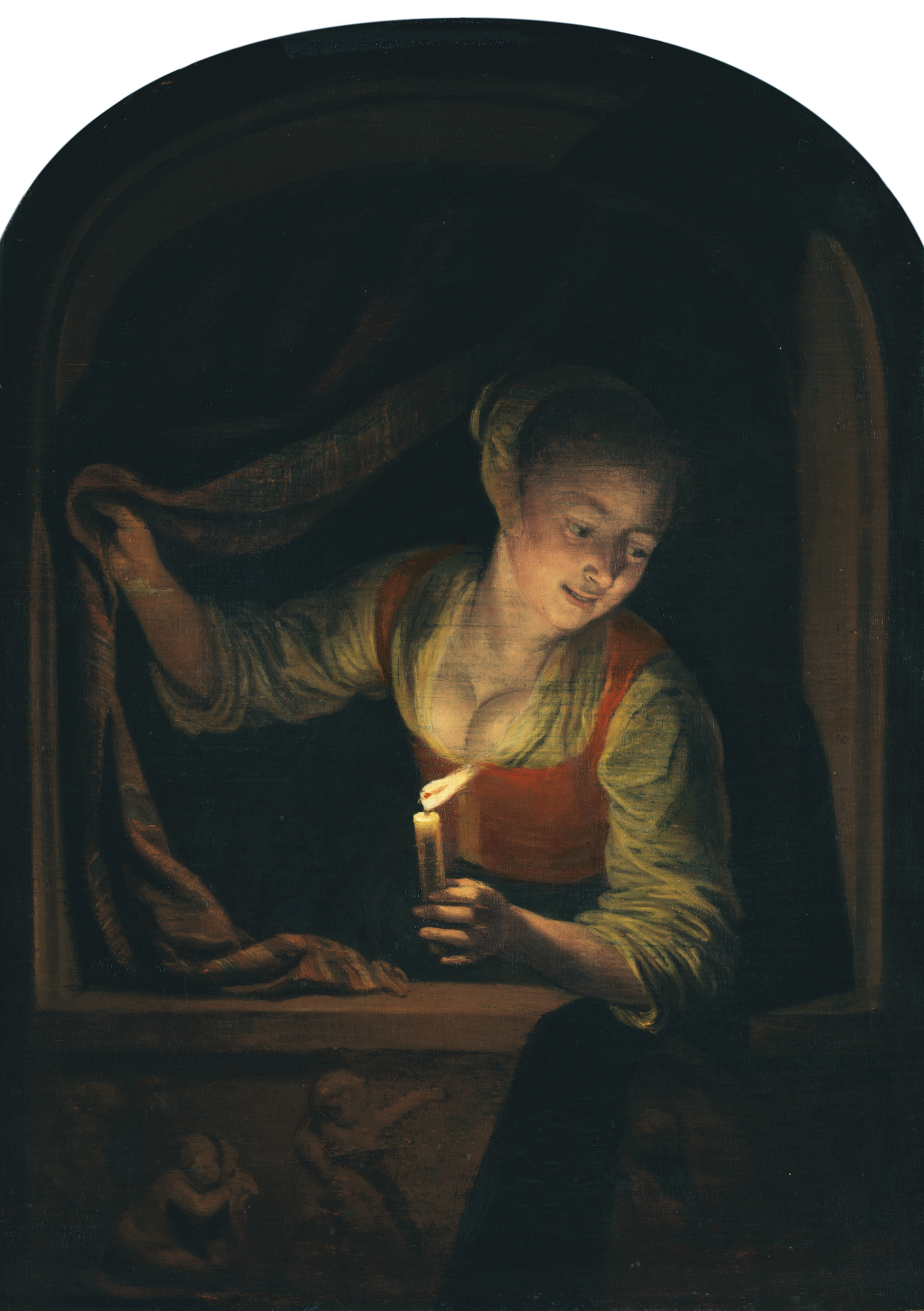
Moça com uma Vela na Janela, entre 1658 e 1665, Museu Thyssen-Bornemisza, Madri
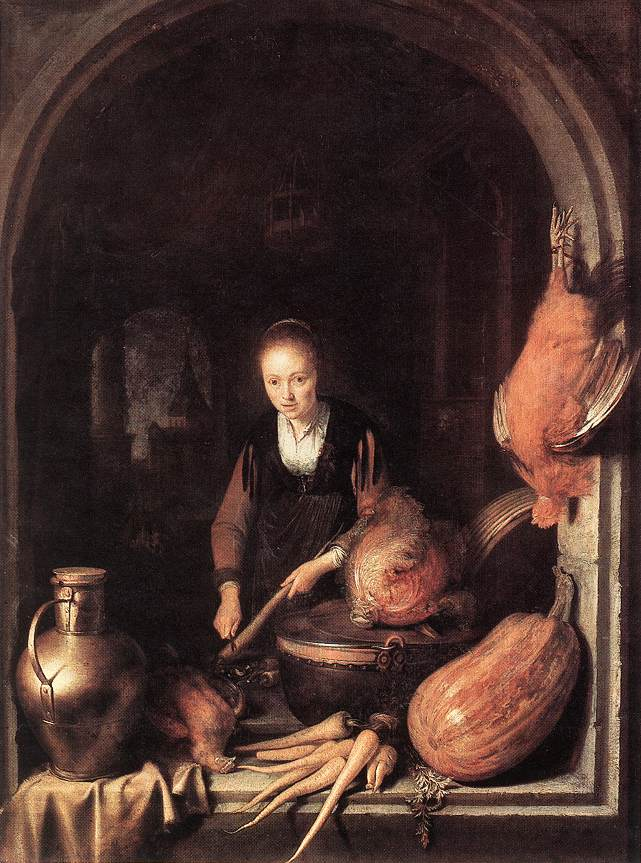
Mulher Descascando Cenoura
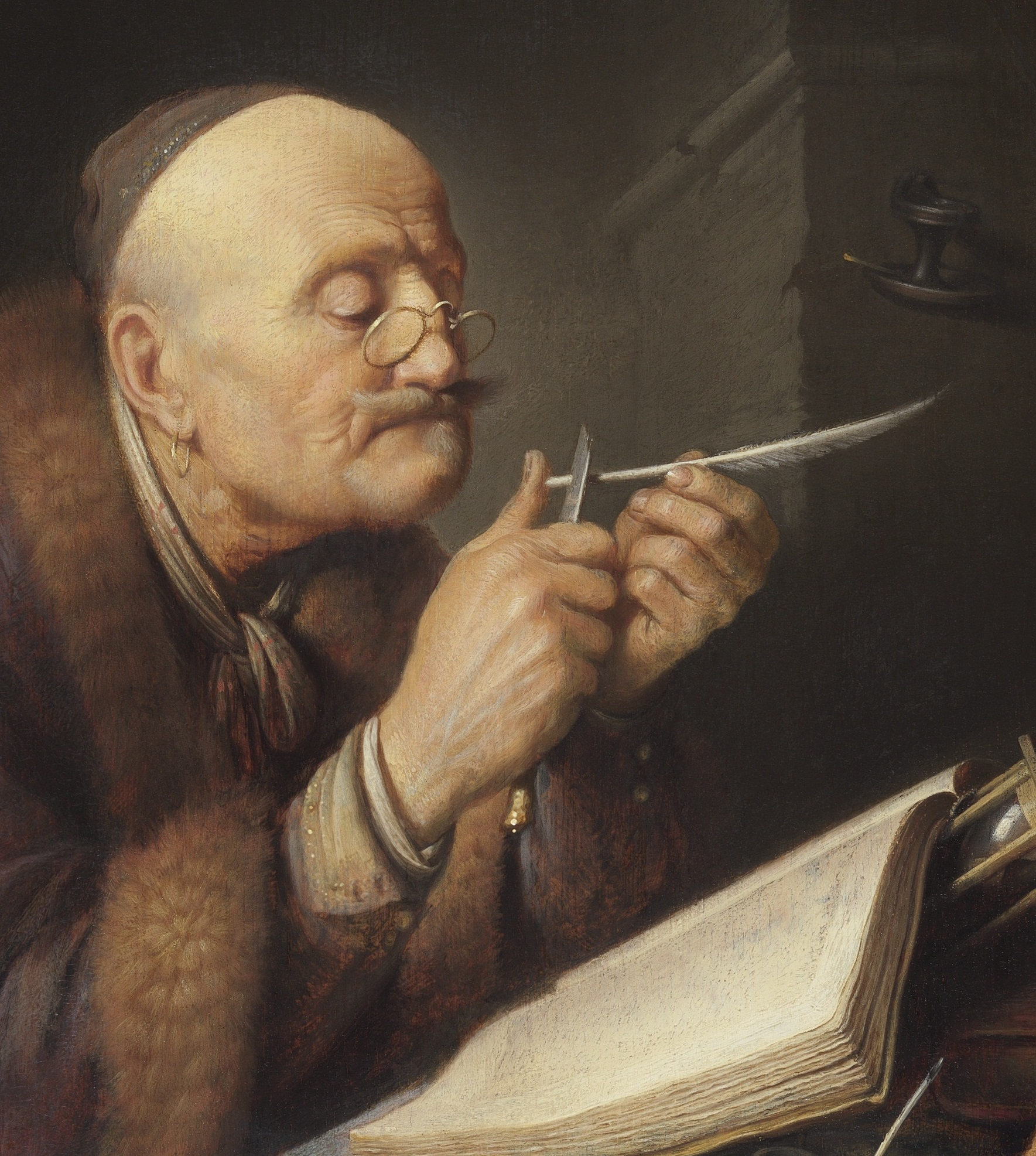
Estudioso Apontando uma Pena de Ganso, 1633, Coleção Leiden
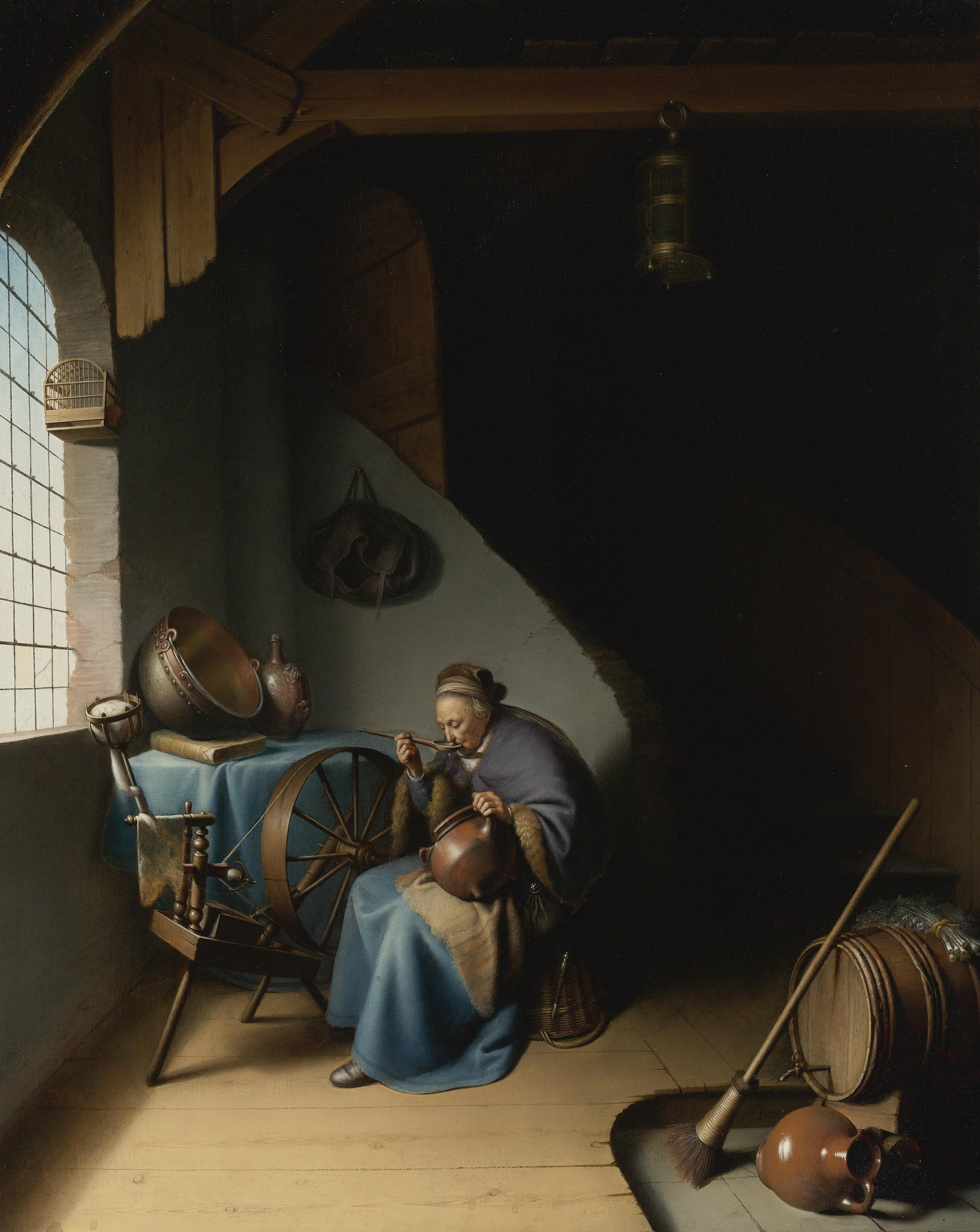
Mulher Comendo Mingau, c. 1632–1637, Coleção Privada
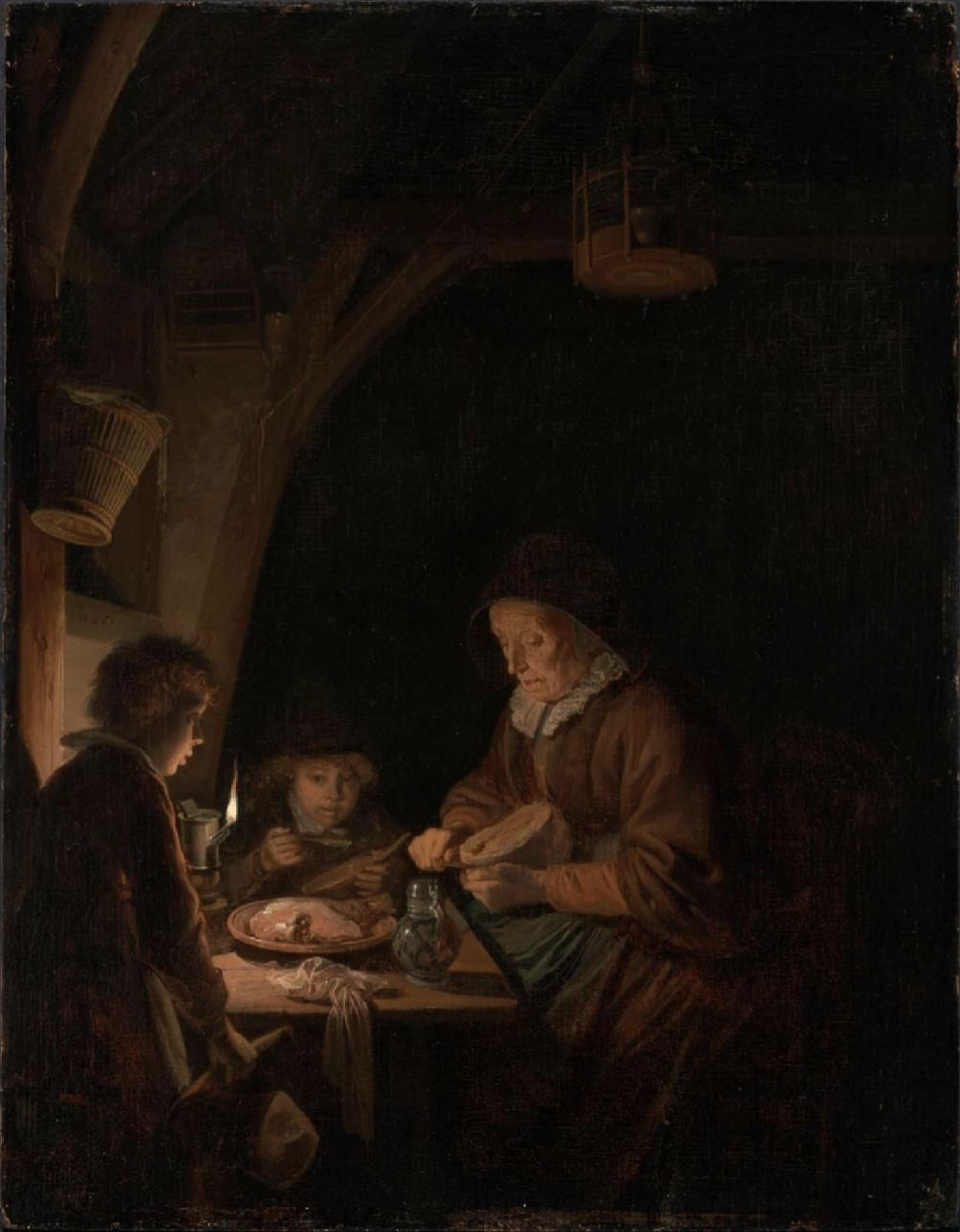
Velha Cortando Pão, c. 1655, Museu de Belas Artes, Boston
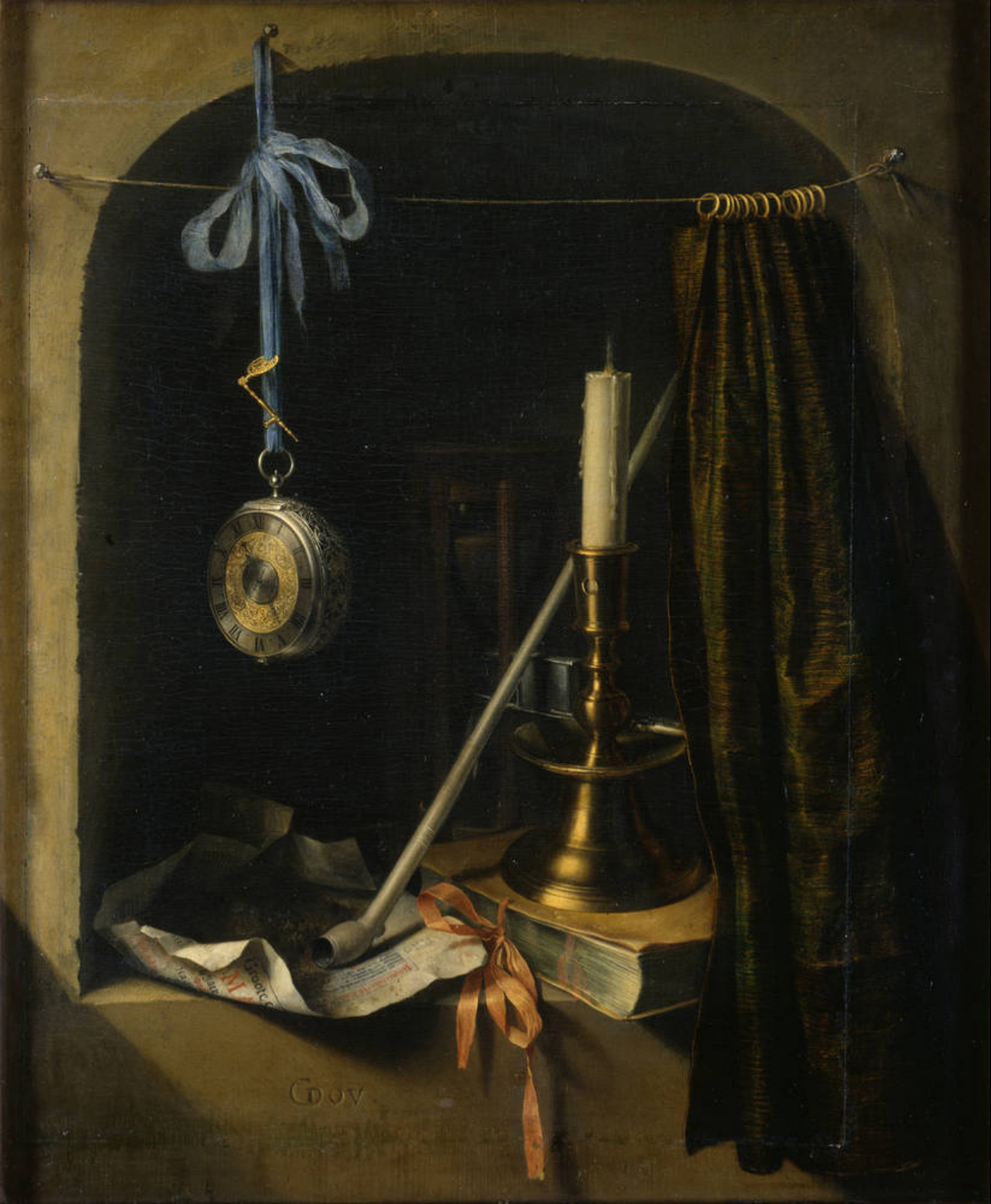
Natureza Morta, c. 1660, Staatliche Kunstsammlungen Dresden
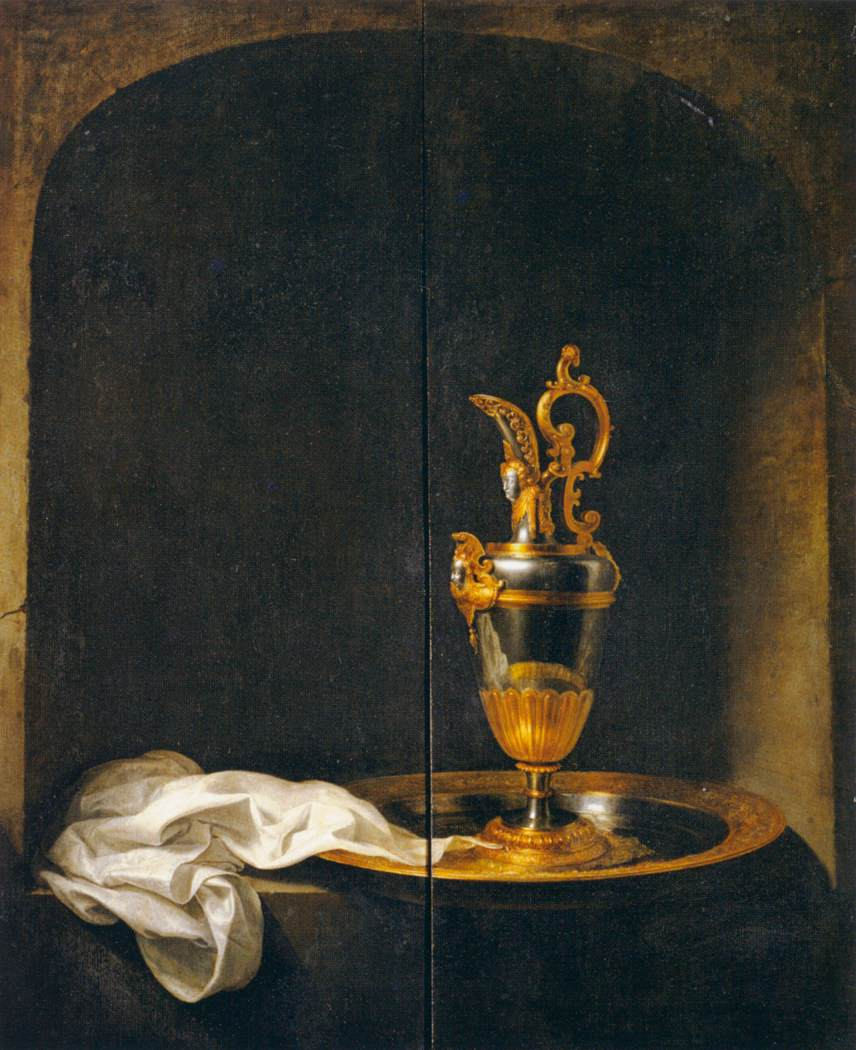
O Jarro de Prata c. 1663, Louvre
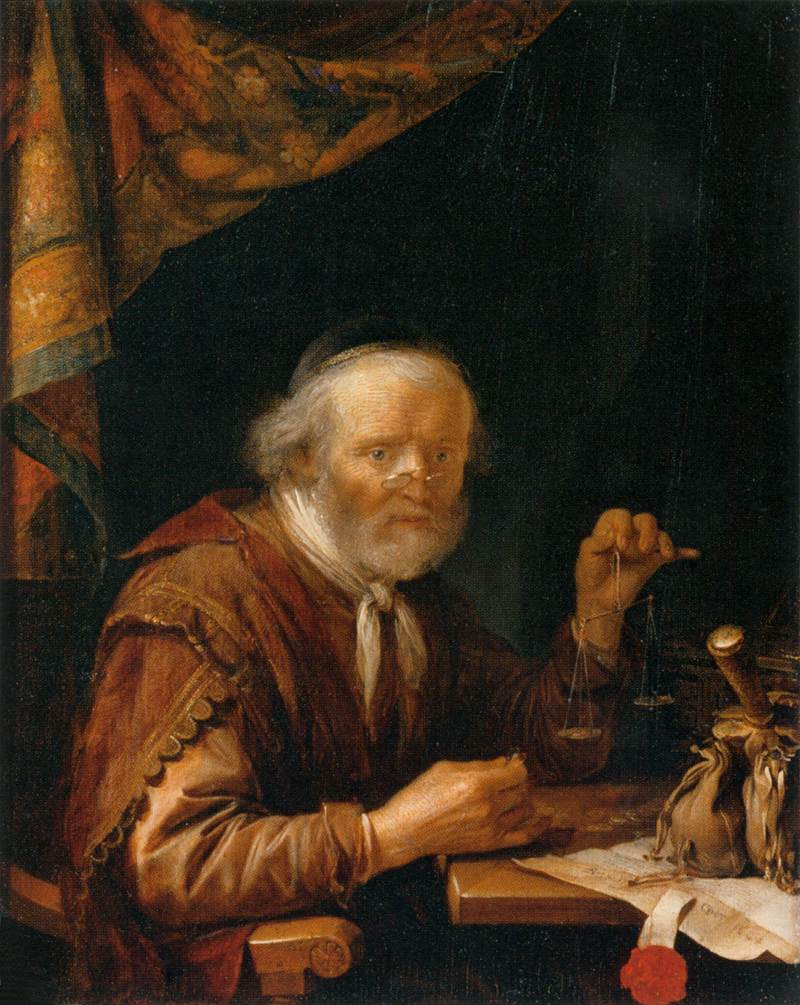
O Agiota, c. 1664, Louvre
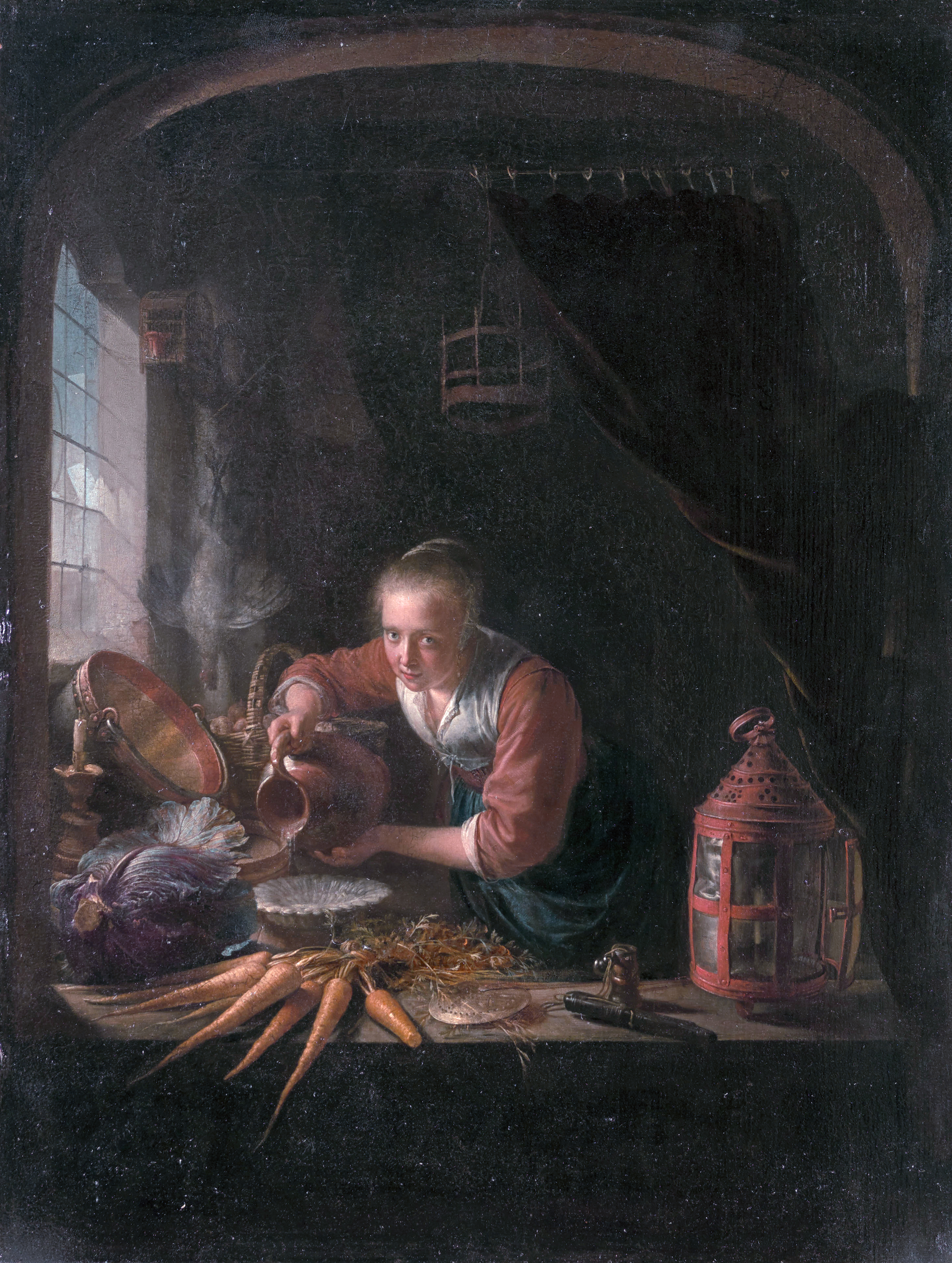
Mulher Derramando Água em um Jarro, de 1655 até 1665, Louvre
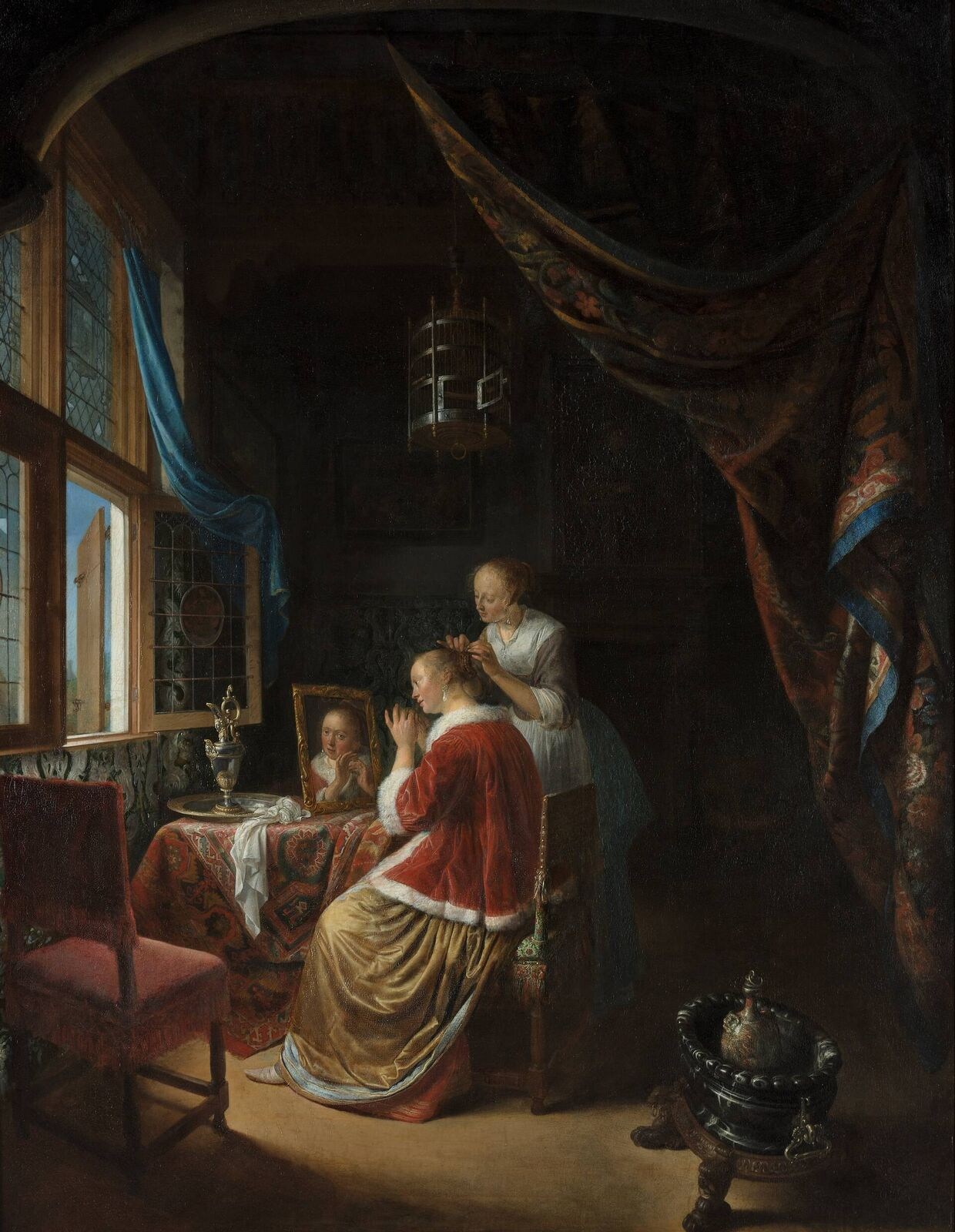
Uma Jovem Mulher em seu Toalete, 1667, Museum Boijmans Van Beuningen